# Danh sách loài của chi Đại kích
Chi Đại kích Euphorbia là một chi thực vật có số lượng loài rất đa dạng trong họ Euphorbiaceae, với khoảng 5.000 loài và phân loài đã được miêu tả và chấp nhận trong hệ thống phân loại.
Danh sách này liệt kê theo vần ABC của tên loài. Danh sách này cũng bao gồm một chi từng được xếp vào đây Chamaesyce (và không được chấp nhận), cũng như các chi liên quan Elaeophorbia, Endadenium, Monadenium, Synadenium và Pedilanthus mà theo các nghiên cứu phân tích phân tử dựa trên chuỗi DNA chúng được lồng vào trong chi Euphorbia
Các cây mọng nước nổi tiếng được đánh dấu.

## A

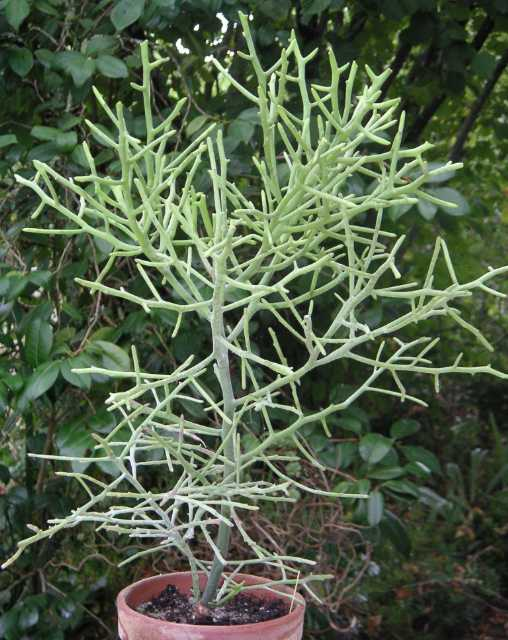
Euphorbia arahaka
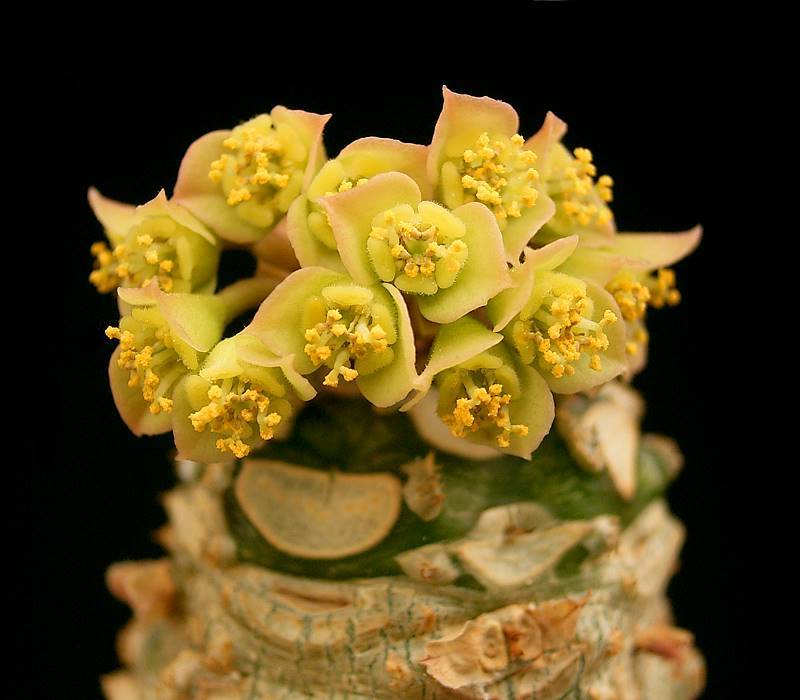
Euphorbia alfredii

- Euphorbia aaronrossii A.H. Holmgren & N.H. Holmgren 1988 – Marble Canyon Spurge
- Euphorbia abchazica Woronow 1912
- Euphorbia abdelkuri Balf.f. 1901
- Euphorbia abdita (Burch.) Radcl.-Sm. 1971
- Euphorbia abdulghafooriana Abedin 2005
- Euphorbia abramsiana L.C. Wheeler 1934
- Euphorbia abyssinica J.F. Gmel. 1791
- Euphorbia acalyphoides Hochst. ex Boiss. 1862
  - Euphorbia acalyphoides ssp. acalyphoides
  - Euphorbia acalyphoides ssp. cicatricosa S.Carter 1984
- Euphorbia acanthodes Akhani 2004
- Euphorbia acanthothamnos Heldr. & Sart. 1859 – Greek Spiny Spurge
- Euphorbia acerensis Boiss. 1862
- Euphorbia acervata S.Carter 2000
- Euphorbia actinoclada S.Carter 1982
- Euphorbia aculeata Forssk. 1775
- Euphorbia adenochila S.Carter 1990
- Euphorbia adenochlora C.Morren & Decne. 1863
- Euphorbia adenopoda Baillon 1905
  - Euphorbia adenopoda ssp. adenopoda
  - Euphorbia adenopoda ssp. canescens (Proctor) Oudejans 1992
  - Euphorbia adenopoda ssp. gundlachii (Urb.) Oudejans 1989
  - Euphorbia adenopoda ssp. pergamena (Small) Oudejans 1989
- Euphorbia adenoptera Bertol. 1844
- Euphorbia adiantoides Lam. 1788
- Euphorbia adjurana P.R.O.Bally & S.Carter 1982
- Euphorbia aellenii Rech.f. 1951
- Euphorbia aequoris N.E.Br. 1915
- Euphorbia aeruginosa Schweick. 1935
- Euphorbia aggregata A.Berger 1907
  - Euphorbia aggregata thứ aggregata
  - Euphorbia aggregata thứ alternicolor  (N.E.Br.) A.C.White, R.A.Dyer & B.Sloane 1941
- Euphorbia agowensis Hochst. ex Boiss. 1862
  - Euphorbia agowensis thứ agowensis
  - Euphorbia agowensis thứ pseudoholstii  (Pax) P.R.O.Bally & S.Carter 1984
- Euphorbia agraria M.Bieb. 1808 – Urban Spurge
  - Euphorbia agraria thứ agraria
  - Euphorbia agraria thứ euboea (Halácsy) Hayek
  - Euphorbia agraria thứ subhastata (De Vis) Griseb. 1877
- Euphorbia akenocarpa Guss. 1821
- Euphorbia alaica (Prokh.) Prokh. 1949
- Euphorbia alainii Oudejans 1989
- Euphorbia alata Hook. 1844
- Euphorbia alatavica Boiss. 1860
- Euphorbia alatocaulis V.W.Steinm. & Felger 1997
- Euphorbia albanica N.E.Br. 1915
- Euphorbia albertensis N.E.Br. 1915
- Euphorbia albiflora Taub. 1895
- Euphorbia albipollinifera L.C.Leach 1985
- Euphorbia albomarginata – Rattlesnake Weed, White-margined Sandmat
- Euphorbia alcicornis Baker 1966
- Euphorbia aleppica L. 1753
  - Euphorbia aleppica thứ aleppica
  - Euphorbia aleppica thứ prostrata Kasapligil 1966
- Euphorbia alfredii Rauh 1987
- Euphorbia allocarpa S.Carter 1984
- Euphorbia alpina C.A.Mey. ex Ledeb. 1830
  - Euphorbia alpina thứ alpina
  - Euphorbia alpina thứ rupicola Baikov 2001
- Euphorbia alsiniflora Baillon 1866
- Euphorbia alsinifolia Boiss. 1860
- Euphorbia alsinoides Miq. 1853
- Euphorbia alta Norton 1899
- Euphorbia altaica C.A.Mey. ex Ledeb. 1830
  - Euphorbia altaica thứ altaica
  - Euphorbia altaica thứ pilosa Stschegl. 1879
  - Euphorbia altaica thứ sajanensis Boiss. 1862
- Euphorbia altissima Boiss. 1844
  - Euphorbia altissima thứ altissima
  - Euphorbia altissima thứ glabrescens  M.S.Khan 1964
- Euphorbia altotibetica Paulsen ex Ostenf. & Paulsen 1922
- Euphorbia amandii Oudejans 1989
- Euphorbia amarifontana N.E.Br. 1915
- Euphorbia ambacensis N.E.Br. 1913
- Euphorbia ambarivatoensis Rauh & Bard.-Vauc. 1999
- Euphorbia ambovombensis Rauh & Razaf. 1987
  - Euphorbia ambovombensis thứ ambovombensis
  - Euphorbia ambovombensis thứ ambatomenaensis Rebmann 2003
- Euphorbia ambroseae L.C.Leach 1964
  - Euphorbia ambroseae thứ ambroseae
  - Euphorbia ambroseae thứ spinosa L.C.Leach 1977
- Euphorbia ambukensis Stepanov 1994
- Euphorbia amicorum S.Carter 2001
- Euphorbia ammak Schweinf. 1899
- Euphorbia ammatotricha Boiss. 1860
- Euphorbia ammophila S.Carter & Dioli 2005
- Euphorbia amphimalaca Standl. 1860
- Euphorbia amplexicaulis Hook.f. 1847
- Euphorbia ampliphylla Pax 1897
- Euphorbia amygdaloides L. 1753 – Wood Spurge
  - Euphorbia amygdaloides ssp. amygdaloides
    - Euphorbia amygdaloides ssp. amygdaloides thứ amygdaloides
    - Euphorbia amygdaloides ssp. amygdaloides thứ ligulata (Chaub.) Boiss. 1862 

  - Euphorbia amygdaloides ssp. arbuscula Meusel 1969
  - Euphorbia amygdaloides ssp. heldreichii (Orph. ex Boiss.) Aldén 1986
  - Euphorbia amygdaloides ssp. robbiae (Turrill) Radcl.-Sm. 1976
  - Euphorbia amygdaloides ssp. semiperfoliata (Viv.) Radcl.-Sm. 1968
- Euphorbia anacampseros Boiss. 1788
  - Euphorbia anacampseros thứ anacampseros
  - Euphorbia anacampseros thứ tmolea M.S.Khan 1964
- Euphorbia anachoreta Svent. 1969
- Euphorbia analalavensis Leandri1966
- Euphorbia analamerae Leandri1945
- Euphorbia analavelonensis Rauh & Mangelsdorff 2000
- Euphorbia andrachnoides Schrenk 1844
- Euphorbia androsaemifolia Willd. ex Schltdl. 1813
- Euphorbia angrae N.E.Br. 1915
- Euphorbia angularis Klotzsch 1862
- Euphorbia angulata Jacq. 1789
- Euphorbia angusta  Engelm. 1858
- Euphorbia angustiflora Pax 1904
- Euphorbia anisopetala (Prokh.) Prokh. 1949
- Euphorbia ankaranae Leandri 1945
- Euphorbia ankarensis Boiteau 1942
- Euphorbia ankazobensis Rauh & Hofstätter 2000
- Euphorbia annamarieae Rauh 1991
- Euphorbia anoplia Stapf 1923
- Euphorbia anthonyi Brandegee 1899 (= Chamaesyce anthonyi)
- Euphorbia anthula Lavrent. & Papan. 1978
- Euphorbia antilibanotica Mouterde 1970
- Euphorbia antiquorum L. 1753
- Euphorbia antisyphilitica  – Candelilla, "wax plant"
- Euphorbia antonii Oudejans 1989
- Euphorbia antso Denis 1921
- Euphorbia anychioides Boiss. 1860
- Euphorbia apatzingana McVaugh 1961
- Euphorbia aphylla Brouss. ex Willd. 1809 – Leafless Spurge, tolda
- Euphorbia apicata L.C.Wheeler 1936
- Euphorbia apios L. 1753
- Euphorbia apocynoides Klotzsch 1853
- Euphorbia appariciana Rizzini 1989
- Euphorbia appendiculata P.R.O.Bally & S.Carter ex S.Carter 1988
- Euphorbia applanata Thulin & Al-Gifri 1995
- Euphorbia aprica Baillon 1886
- Euphorbia apurimacensis Croizat 1946
- Euphorbia arabica Hochst. & Steud. ex T.Anderson 1860
- Euphorbia arabicoides N.E.Br. 1913
- Euphorbia arahaka H.Poisson 1966
- Euphorbia araucana Phil. 1895
- Euphorbia arbuscula Balf.f. 1883
  - Euphorbia arbuscula thứ arbuscula
  - Euphorbia arbuscula thứ Montana Balf.f. 1883
- Euphorbia arceuthobioides Boiss. 1860
- Euphorbia ardonensis Galushko 1976
- Euphorbia arenaria Kunth 1817
- Euphorbia arenarioides Gagnep. 1921
- Euphorbia argillosa Chodat & E.Hassler 1905
- Euphorbia arguta Banks & Sol. 1794
  - Euphorbia arguta thứ arguta
  - Euphorbia arguta thứ dasycarpa Plitmann 1972
- Euphorbia arida N.E.Br. 1915
- Euphorbia ariensis Kunth 1817
  - Euphorbia ariensis thứ ariensis
  - Euphorbia ariensis thứ villicaulis Fernald 1907
- Euphorbia aristata Schmalh. 1892
- Euphorbia arizonica Engelm. 1858
- Euphorbia armena Prokh. 1949
- Euphorbia armourii Millsp. 1895
- Euphorbia armstrongiana Boiss. 1862
- Euphorbia arnottiana Endl. 1836
- Euphorbia arrecta N.E.Br. ex R.E.Fr. 1914
- Euphorbia arteagae W.R.Buck & Huft 1977
- Euphorbia articulata Burm. 1760
- Euphorbia artifolia N.E.Br. 1915
- Euphorbia arundelana Bartlett 1911
- Euphorbia arvalis Boiss. & Heldr. ex Boiss. 1853
  - Euphorbia arvalis ssp. arvalis
  - Euphorbia arvalis ssp. longistyla  (Litard. & Maire) Molero, Rovira & J.Vicens 1996
- Euphorbia asclepiadea Milne-Redh. 1951
- Euphorbia aserbajdzhanica Bordz. 1928
- Euphorbia aspericaulis Pax 1899
- Euphorbia asthenacantha S.Carter 1982
- Euphorbia astroites Fisch. & C.A.Mey. 1845
- Euphorbia astrophora Marx 1996
- Euphorbia astyla Engelm. ex Boiss. 1862
- Euphorbia atlantis Maire 1941
  - Euphorbia atlantis thứ atlantis
  - Euphorbia atlantis thứ leiocarpa (Boiss.) Oudejans 1992
  - Euphorbia atlantis thứ major (Boiss.) Oudejans 1992
- Euphorbia atoto G.Forst. 1786
- Euphorbia atrispina N.E.Br. 1915
  - Euphorbia atrispina thứ atrispina
  - Euphorbia atrispina thứ viridis A.C.White, R.A.Dyer & B.Sloane 1941
- Euphorbia atrocarmesina L.C.Leach 1968
  - Euphorbia atrocarmesina ssp. arborea L.C.Leach 1977
  - Euphorbia atrocarmesina ssp. atrocarmesina
- Euphorbia atrococca A.Heller 1897
- Euphorbia atroflora S.Carter 1987
- Euphorbia atropurpurea Brouss. ex Willd. 1809
  - Euphorbia atropurpurea thứ atropurpurea
    - Euphorbia atropurpurea thứ atropurpurea f. atropurpurea
    - Euphorbia atropurpurea thứ atropurpurea f. lutea A.Santos 1988

  - Euphorbia atropurpurea thứ modesta Svent. 1960
- Euphorbia atrox S.Carter 1992
- Euphorbia attastoma Rizzini 1989
  - Euphorbia attastoma thứ attastoma
  - Euphorbia attastoma thứ xanthochlora Rizzini 1989
- Euphorbia aucheri Boiss. 1846
- Euphorbia aulacosperma Boiss. 1853
- Euphorbia aureoviridiflora (Rauh) Rauh 1993
- Euphorbia auricularia Boiss. 1860
- Euphorbia australis Boiss. 1860
- Euphorbia austriaca A.Kern. 1875
- Euphorbia austroanatolica Hub.Mor. & M.S.Khan ex M.S.Khan 1964
- Euphorbia avasmontana Dinter 1928
  - Euphorbia avasmontana thứ avasmontana
  - Euphorbia avasmontana thứ sagittaria (Marloth) A.C.White, R.A.Dyer & B.Sloane 1941
- Euphorbia awashensis M.G.Gilbert 1993
- Euphorbia azorica Hochst. ex Seub. 1844 - đặc hữu quần đảo của the of the Açores[3]

## B
- Euphorbia baga A.Chev. 1933
  - Euphorbia baga thứ baga

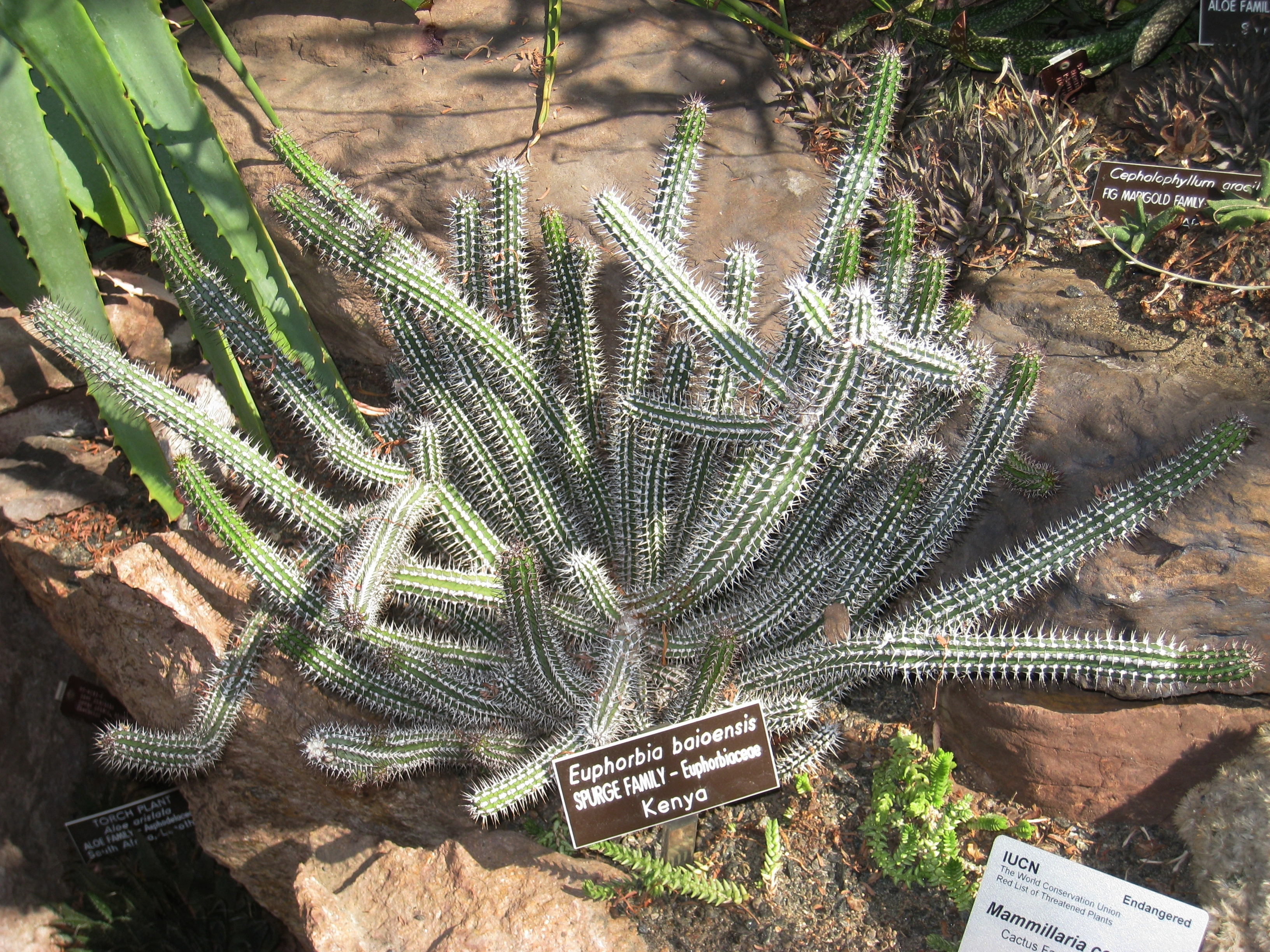
Euphorbia baioensis

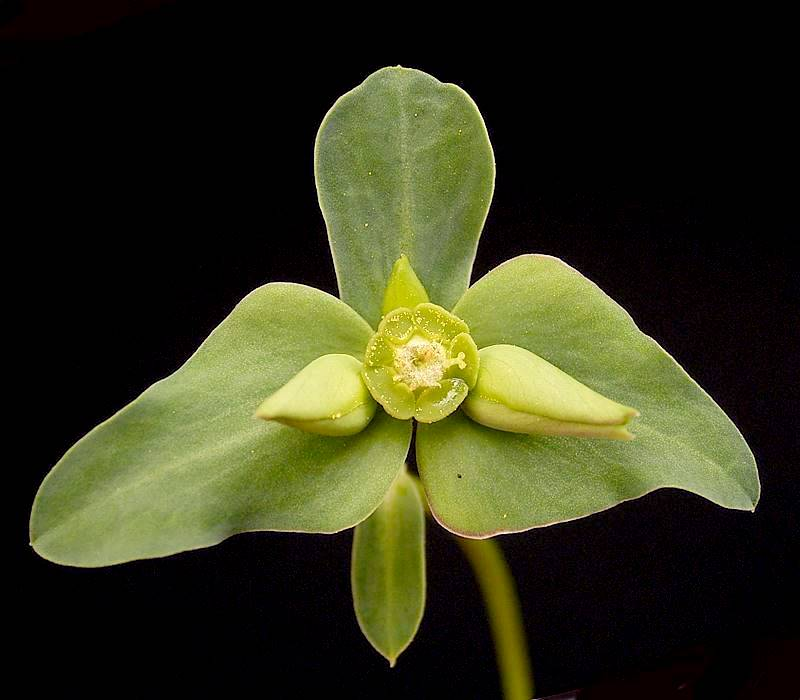
Euphorbia bubalina

  - Euphorbia baga thứ parviflora L.E.Newton 1987
- Euphorbia bahiensis (Klotzsch & Garcke ex Klotzsch) Boiss. 1862
- Euphorbia baioensis S.Carter 1982
- Euphorbia balakrishnanii Binojk. & Gopalan 1998
- Euphorbia balearica (Willk.) A.M.Romo 1994
- Euphorbia baleensis M.G.Gilbert 1993
- Euphorbia balbisii Boiss. 1860
- Euphorbia baliola N.E.Br. 1915
- Euphorbia ballyana Rauh 1966
- Euphorbia ballyi S.Carter 1963
- Euphorbia balsamifera  Ait. 1789
  - Euphorbia balsamifera ssp. adenensis  (Deflers) P.R.O.Bally 1974
  - Euphorbia balsamifera ssp. balsamifera
- Euphorbia banae Rauh 1993
- Euphorbia baradii S.Carter 1992
- Euphorbia barbicarina (Millsp.) Standl. 1930
- Euphorbia barbicollis P.R.O.Bally 1965
- Euphorbia bariensis S.Carter 1992
- Euphorbia barkeri Urb. & Ekman ex Urb. 1926
- Euphorbia barnardii A.C.White, R.A.Dyer & B.Sloane 1941
- Euphorbia barnesii (Millsp.) Oudejans 1989
- Euphorbia barnhartii Croizat 1934
- Euphorbia barrelieri Savi 1808
- Euphorbia bartolomaei Greene 1889
- Euphorbia basarabica Prodan 1930
- Euphorbia baselicis Ten. 1811
- Euphorbia baueri Engelm. ex Boiss. 1862
- Euphorbia baumii Pax 1908
- Euphorbia baxanica Galushko 1970
- Euphorbia bayeri L.C.Leach 1988
- Euphorbia baylissii L.C.Leach 1964
- Euphorbia beamanii M.C.Johnst. 1975
- Euphorbia beharensis Leandri 1946
  - Euphorbia beharensis thứ adpressifolia Rauh 1999
  - Euphorbia beharensis thứ beharensis
  - Euphorbia beharensis thứ gullemetii  (Ursch & Leandri) Rauh 1999
  - Euphorbia beharensis thứ squarrosa Rauh 1999
  - Euphorbia beharensis thứ truncata Rauh 1999
- Euphorbia beillei A.Chev. 1933
- Euphorbia bellica Hiern 1900
- Euphorbia bemaharaensis Rauh & Mangelsdorff 1999
- Euphorbia benoisti Leandri 1974
- Euphorbia benthami Hiern 1900
- Euphorbia bergeri N.E.Br. 1915
- Euphorbia bergii A.C.White, R.A.Dyer & B.Sloane 1941
- Euphorbia berohohae Rauh & Hofstätter 1995
- Euphorbia berotica N.E.Br. 1912
- Euphorbia bertemariae Bisseret & Dioli 2006
- Euphorbia berteroana Balb. ex Spreng. 1826
- Euphorbia berthelotii Bolle ex Boiss. 1862
- Euphorbia berythae Boiss. & Blanche ex Boiss. 1859
- Euphorbia bessarabica Klokov 1955
- Euphorbia besseri (Klotzsch & Garcke ex Klotzsch) Boiss. 1862
- Euphorbia betacea Baillon 1886
- Euphorbia betulicortex M.G.Gilbert 1990
- Euphorbia bevilaniensis Croizat 1934
- Euphorbia biaculeata Denis 1921
- Euphorbia bianoensis (Malaisse & Lecron) Bruyns 2006   (= Monadenium bianoense)
- Euphorbia bicapitata Brandegee 1917
- Euphorbia bicolor Engelm. & A.Gray 1845 - Snow-on-the-prairie
- Euphorbia bicompacta Bruyns 2006   (= Synadenium compactum)
  - Euphorbia bicompacta thứ bicompacta   (= Synadenium compactum thứ compactum)
  - Euphorbia bicompacta thứ rubra (S.Carter) Bruyns 2006    (= Synadenium compactum thứ rubrum)
- Euphorbia biconvexa Domin 1927
- Euphorbia bifidaHook. & Arn. 1837
- Euphorbia bifurcata Engelm. 1858 - Forked spurge
- Euphorbia biglandulosa Desf. 1808 - Gopher plant
- Euphorbia biharamulensis S.Carter 1987
- Euphorbia bilobata Engelm. 1858 - Blackseed spurge
- Euphorbia biramensis Urb. 1930
- Euphorbia biselegans Bruyns 2006   (= Monadenium elegans)
- Euphorbia bisellenbeckii Bruyns 2006   (= Monadenium ellenbecki)
- Euphorbia bisglobosa Bruyns 2006   (= Monadenium globosum)
- Euphorbia bitataensis M.G.Gilbert 1993
- Euphorbia biumbellata Poir. 1789
- Euphorbia biuncialis McVaugh 1961
- Euphorbia bivonae Steud. 1841
  - Euphorbia bivonae ssp. bivonae
  - Euphorbia bivonae ssp. tunetana Murb. 1899
- Euphorbia blatteri Oudejans 1989
- Euphorbia blepharophylla C.A.Mey. 1834
- Euphorbia bodenghieniae (Malaisse & Lecron) Bruyns 2006   (= Monadenium bodenghieniae)
- Euphorbia blodgettii Engelm. ex Hitchc. 1893
- Euphorbia boerrhavifolia (Klotzsch & Garcke ex Klotzsch) Boiss. 1862
- Euphorbia boetica Boiss. 1860
- Euphorbia boinensis Denis ex Humbert & Leandri 1966
- Euphorbia boissieri Baillon 1860
- Euphorbia boissieriana (Woronow) Prokh. 1949
- Euphorbia boiteaui Leandri 1946
- Euphorbia boivinii Boiss. 1862
- Euphorbia boliviana Rusby 1946
- Euphorbia bolosii (Molero & Rovira) Molero & Rovira 1996
- Euphorbia bolusii N.E.Br. 1915
- Euphorbia bombensis Jacq. 1760
- Euphorbia bongensis Kotschy & Peyr. ex Boiss. 1866
- Euphorbia bongolavaensis Rauh 1993
- Euphorbia bonpaldii Sweet 1830
- Euphorbia boophthona C.A.Gardner 1942
- Euphorbia borbonica Boiss. 1862
- Euphorbia borealis Baikov 2002
- Euphorbia borenensis M.G.Gilbert ex S.Carter & M.G.Gilbert 1987
- Euphorbia borodini Sambuk 1928
- Euphorbia bosseri Leandri 1965
- Euphorbia bothae Lotsy & Goddijn 1928 (hybrid)
- Euphorbia bottae Boiss. 1862
- Euphorbia bougheyi L.C.Leach 1964
- Euphorbia bouleyi S.Moore 1920
- Euphorbia bourgaeana J.Gay ex Boiss. 1862
- Euphorbia brachiata (Klotzsch & Garcke) E.Mey. ex Boiss. 1862
- Euphorbia brachycera Engelm. 1858 - Horned spurge
- Euphorbia brachyphylla Denis 1921
- Euphorbia bracteata Jacq. 1798   (= Pedilanthus bracteatus)
- Euphorbia bracteolaris Boiss. 1860
- Euphorbia brakdamensis N.E.Br. 1915
- Euphorbia brandegei Millsp. 1889
- Euphorbia brassii P.I.Forst. 1994
- Euphorbia braunsii N.E.Br. 1915
- Euphorbia bravoana Svent. 1954
- Euphorbia breviarticulata Pax 1904
  - Euphorbia breviarticulata thứ breviarticulata
  - Euphorbia breviarticulata thứ trunciformis S.Carter 1987
- Euphorbia brevicornu Pax 1909
- Euphorbia brevirama N.E.Br. 1915
- Euphorbia brevis N.E.Br. 1911
- Euphorbia brevitorta P.R.O.Bally 1959
- Euphorbia briquetii Emb. & Maire 1929
- Euphorbia brittonii Millsp. 1913
- Euphorbia broteri Daveau 1885
- Euphorbia broussonetii Willd. ex Link 1828
- Euphorbia brownii Baillon 1866
- Euphorbia brunellii Chiov. 1952
- Euphorbia bruntii (Proctor) Oudejans 1989
- Euphorbia bruynsii L.C.Leach 1981
- Euphorbia bryophylla Donn.Sm. 1913
- Euphorbia bubalina Boiss. 1860
- Euphorbia buchtormensis C.A.Mey. ex Ledeb. 1830
- Euphorbia buhsei Boiss. 1862
- Euphorbia bulbispina Rauh & & Razaf. 1991
- Euphorbia bulleyana Diels 1912
- Euphorbia bungei Boiss. 1862
- Euphorbia bupleurifolia Jacq. 1797
- Euphorbia bupleuroides Desf. 1798
- Euphorbia burchellii Müll.Arg. 1874
- Euphorbia burgeri M.G.Gilbert 1993;;
- Euphorbia burmanica Hook.f. 1886
- Euphorbia burmannii  (Klotzsch & Garcke) E.Mey. ex Boiss. 1860
- Euphorbia buruana Pax 1904
- Euphorbia buschiana Grossh. 1940
- Euphorbia bussei Pax 1903
  - Euphorbia bussei thứ bussei
  - Euphorbia bussei thứ kibwezensis  (N.E.Br.) S.Carter 1987
- Euphorbia buxoides Radcl.-Sm. 1971
- Euphorbia bwambensis S.Carter 1987

## C
- Euphorbia cactus Ehrenb. ex Boiss. 1862
  - Euphorbia cactus thứ cactus
  - Euphorbia cactus thứ tortirama Rauh & Lavranos 1967
- Euphorbia caducifolia Haines 1914
- Euphorbia caecorum Mart. ex Boiss. 1862
- Euphorbia caeladenia Boiss. 1859
- Euphorbia caerulans Pax 1898
- Euphorbia caerulescens Haw. 1827
- Euphorbia caesia Kar. & Kir. 1841
- Euphorbia caespitosa Lam. 1788
- Euphorbia calabarica Burkill 1901
- Euphorbia calamiformis P.R.O.Bally & S.Carter 1985
- Euphorbia calcarata (Schltdl.) V.W.Steinm. 2003   (= Pedilanthus calcaratus)
- Euphorbia calcicola Fernald 1901
- Euphorbia californica Benth. 1844
  - Euphorbia californica thứ californica
  - Euphorbia californica thứ hindsiana (Benth.) Wiggins 1955
- Euphorbia caloderma S.Carter 2000
- Euphorbia calonesica Croizat 1940
- Euphorbia calva N.E.Br. 1911
- Euphorbia calyculata Kunth 1817
- Euphorbia calyptrata Coss. & Durieu ex Coss. & Kralik 1857
- Euphorbia camagueyensis (Millsp.) Urb. 1924
- Euphorbia cameronii N.E.Br. 1962
- Euphorbia canariensis L. 1753   - Canary Island spurge
- Euphorbia candelabrum (Kotschy 1856
  - Euphorbia candelabrum thứ bilocularis (N.E.Br.) S.Carter 1987
  - Euphorbia candelabrum thứ candelabrum
- Euphorbia cannellii L.C.Leach 1974
- Euphorbia capansa Ducke 1938
- Euphorbia caperonioides R.A.Dyer & P.G.Meyer 1966
- Euphorbia capillaris Gagnep. 1912
- Euphorbia capitellata Engelm. 1858
- Euphorbia capitulata Rchb. 1832
- Euphorbia capmanambatoensis Rauh 1995
- Euphorbia capsaintemariensis Rauh 1970
- Euphorbia capuronii Ursch & Leandri 1955
- Euphorbia caputaureum Denis 1921
- Euphorbia caputmedusae L. 1753   - Medusa's head
- Euphorbia caracasana  (Klotzsch & Garcke) Boiss. 1862
- Euphorbia cardiophylla Boiss. & Heldr. ex Boiss. 1853
- Euphorbia carinifolia N.E.Br. 1911
- Euphorbia carinulata P.R.O.Bally & S.Carter 1988
- Euphorbia carissoides F.M.Bailey 1906
- Euphorbia carniolica Jacq. 1778
- Euphorbia carpartica Wol. emend. Pilát 1935
- Euphorbia cartaginiensis Porta 1892 (E. carthaginiensis?)
- Euphorbia carteriana P.R.O.Bally 1964
- Euphorbia carullae Sennen 1922
- Euphorbia carunculata Waterf. 1948
- Euphorbia carunculifera L.C.Leach 1970
  - Euphorbia carunculifera ssp. carunculifera
  - Euphorbia carunculifera ssp. subfastigiata L.C.Leach 1974
- Euphorbia cassia Boiss. 1853
- Euphorbia cassythoides Boiss. 1860
- Euphorbia castillonii Lavranos 2002
- Euphorbia catamarcensis (Croizat) Subils 1977
- Euphorbia cataractarum S.Carter 1987
- Euphorbia catenata (S.Carter) Bruyns 2006   (= Monadenium catenatum)
- Euphorbia caterviflora N.E.Br. 1915
- Euphorbia cattimandoo Elliot ex Wight 1993
- Euphorbia caucasica Dubovik ex Dubovik & Klokov 1976
- Euphorbia caudiculosa Boiss. 1862
- Euphorbia cayensis Millsp. 1904
- Euphorbia cedrorum Rauh & Hebding 1993
- Euphorbia celastroides Boiss. 1862
- Euphorbia celata R.A.Dyer 1974
- Euphorbia celerieri (Emb.) Vindt 1953
- Euphorbia centunculoides Kunth 1817
- Euphorbia ceratocarpa Ten. 1811
- Euphorbia cereiformis L. 1753   - Milk barrel
- Euphorbia ceroderma I.M.Johnst. 1924
- Euphorbia cervicornu Baillon 1891
- Euphorbia chaborasia Gomb. 1956
- Euphorbia chaculana Donn.Sm. 1899
- Euphorbia chaetocalyx Boiss. 1935
- Euphorbia chamaecaula Weath. 1910
- Euphorbia chamaeclada Ule 1908
- Euphorbia chamaepeplus Boiss. & Gaill. ex Boiss. 1859
  - Euphorbia chamaepeplus thứ chamaepeplus
  - Euphorbia chamaepeplus thứ angustifolia A.Danin 1992
- Euphorbia chamaerrhodos Boiss. 1860
- Euphorbia chamaesula Boiss. 1860
- Euphorbia chamaesyce L. 1753
  - Euphorbia chamaesyce ssp. chamaesyce
  - Euphorbia chamaesyce ssp. massiliensis (DC.) Thell. 1917
- Euphorbia chamaesycoides B.Nord. 1974
- Euphorbia chamissonis  (Klotzsch & Garcke ex Klotzsch) Boiss. 1962
- Euphorbia chankoana Vorosch. 1961
- Euphorbia chapmanii Oudejans 1989
- Euphorbia characias L. 1753
  - Euphorbia characias ssp. characias
  - Euphorbia characias ssp. wulfenii  (Hoppe ex W.D.J.Koch) Radcl.-Sm. 1968
- Euphorbia charleswilsoniana V.Vlk 1997
- Euphorbia cheiradenia Boiss. & Hohen. ex Boiss. 1853
- Euphorbia cheirolepioides Rech.f. 1963
- Euphorbia cheirolepis Fisch. & C.A.Mey. ex Ledeb. 1850
- Euphorbia chenopodiifolia Boiss. 1866
- Euphorbia chersina N.E.Br. 1915
- Euphorbia chersonesa Huft 1985
- Euphorbia chevalieri (N.E.Br.) Bruyns 2006   (= Monadenium chevalieri)
- Euphorbia chiapensis Brandegee 1914
- Euphorbia chimaera Lipsky 1899
- Euphorbia chiogenes (Small) Oudejans 1989
- Euphorbia chiogenoides Rusby 1920
- Euphorbia chiribensis V.W.Steinm. & Felger 1997
- Euphorbia chrysochaeta W.Fitzg. 1918
- Euphorbia chrysocoma H.Lév. & Vaniot ex H.Lév. 1906
- Euphorbia cibdela N.E.Br. 1915
- Euphorbia cinerascens Engelm. 1859
- Euphorbia cinera W.Fitzg. 1918
- Euphorbia citrina S.Carter 1990
- Euphorbia clandestina Jacq. 1804
- Euphorbia clarae (Malaisse & Lecron) Bruyns 2006   (= Monadenium clarae)
- Euphorbia clarkeana Hook.f. 1887
- Euphorbia classenii P.R.O.Bally & S.Carter 1974
- Euphorbia clava Jacq. 1784
- Euphorbia clavarioides Boiss. 1860
  - Euphorbia clavarioides thứ clavarioides
  - Euphorbia clavarioides thứ truncata  (N.E.Br.) A.C.White, R.A.Dyer & B.Sloane 1941
- Euphorbia clavidigitata Gage 1914
- Euphorbia clavigera N.E.Br. 1915
- Euphorbia claytonioides Pax 1897
- Euphorbia clementei Boiss. 1838
  - Euphorbia clementei ssp. clementei
  - Euphorbia clementei ssp. faurei  (Maire) J.Vicens, Molero & C.Blanché 1996
  - Euphorbia clementei ssp. villosa  (Faure & Maire) J.Vicens, Molero & C.Blanché 1996
- Euphorbia clementii Domin 1927
- Euphorbia clivicola R.A.Dyer 1951
- Euphorbia clusiifolia Hook. & Arn. 1832
- Euphorbia coalcomanensis (Croizat) V.W.Steinm. 2003   (= Pedilanthus coalcomanensis)
- Euphorbia coccinea Roth 1821
- Euphorbia cofradiana Brandegee 1905
- Euphorbia coghlanii F.M.Bailey 1896
- Euphorbia cognata  (Klotzsch & Garcke) Boiss. 1862
- Euphorbia colimae Rose 1895
- Euphorbia colchica (Litv.) D.V.Geltman 1995
- Euphorbia colletioides Benth. 1846
- Euphorbia colliculina A.C.White, R.A.Dyer & B.Sloane 1941
- Euphorbia collina Phil. 1857
- Euphorbia colligata V.W.Steinm. 2003   (= Pedilanthus connatus)
- Euphorbia colorata Engelm. 1858
- Euphorbia colubrina P.R.O.Bally & S.Carter 1982
- Euphorbia columnaris P.R.O.Bally 1964
- Euphorbia comans W.Fitzg. 1918
- Euphorbia commersonii Baillon emend. Denis 1921
- Euphorbia commutata Engelm. 1856 - Tinted woodland spurge
- Euphorbia comosa Vell. 1829
- Euphorbia complanata Warb. 1894
- Euphorbia complexa R.A.Dyer 1937
- Euphorbia compressa Boiss. 1862
- Euphorbia concanensis Janarth. & S.R.Yadav 1995
- Euphorbia condylocarpa M.Bieb. 1808
- Euphorbia conferta (Small) Oudejans 1989
- Euphorbia confinalis R.A.Dyer 1951
  - Euphorbia confinalis ssp. confinalis
  - Euphorbia confinalis ssp. rhodesica L.C.Leach 1966
- Euphorbia confluens Nel 1933
- Euphorbia conformis N.E.Br. 1912
- Euphorbia congenera Blume 1826
- Euphorbia congestiflora L.C.Leach 1970
- Euphorbia coniosperma Boiss. & Buhse 1860
- Euphorbia connata Boiss. 1862
- Euphorbia consanguina Schrenk ex Fisch. & C.A.Mey. 1841
- Euphorbia consobrina N.E.Br. 1911
- Euphorbia consoquitlae Brandegee 1920
- Euphorbia conspicua N.E.Br. 1912
- Euphorbia contorta L.C.Leach 1964
- Euphorbia contoversa N.E.Br. 1912
- Euphorbia convolvuloides Hochst. ex Hook. & Benth. 1849
- Euphorbia conzattii V.W.Steinm. 2003   (= Pedilanthus pulchellus)
- Euphorbia cooperi N.E.Br. ex A.Berger 1907   - Transvaal candelabra tree, lesser candelabra tree
  - Euphorbia cooperi thứ calidicola L.C.Leach 1970
  - Euphorbia cooperi thứ cooperi
  - Euphorbia cooperi thứ ussanguensis (N.E.Br.) L.C.Leach 1970
- Euphorbia copiapina Phil. 1860
- Euphorbia corallioides L. 1753 - Coral spurge
- Euphorbia cordatella Oudejans 1989
- Euphorbia cordifolia Elliott 1824
- Euphorbia cornastra (Dressler) Radcl.-Sm. 1978
- Euphorbia corniculata R.A.Dyer 1949
- Euphorbia cornigera Boiss. 1862
- Euphorbia corollata L. 1753 - Flowering spurge
- Euphorbia correllii M.C.Johnst. 1975
- Euphorbia correntina D.Parodi 1881
- Euphorbia corsica Req. 1825
- Euphorbia corymbosa N.E.Br. 1915
- Euphorbia cossoniana Boiss. 1862
- Euphorbia cotinifolia L. 1753
  - Euphorbia cotinifolia ssp. cotinifolia
  - Euphorbia cotinifolia ssp. cotinoides  (Miq.) Christenh. 2002   - Mexican shrubby spurge, red spurge, Caribbean copper plant
- Euphorbia coudercii Gagnep. 1921
- Euphorbia cowellii  (Millsp. ex N.L.Britton) Oudejans 1989
- Euphorbia cozumelensis Millsp. 1900
- Euphorbia craspedia Boiss. 1846
- Euphorbia crassinodis Urb. 1899
- Euphorbia crassipes Marloth 1909
- Euphorbia crebrifolia S.Carter 1990
- Euphorbia cremersii Rauh & Razaf. 1991
  - Euphorbia cremersii thứ cremersii
    - Euphorbia cremersii thứ cremersii fa. viridiflora Rauh 1991

  - Euphorbia cremersii thứ rakotozafyi  (Cremers) Rauh 1995
- Euphorbia crenata (N.E.Br.) Bruyns 2006   (= Monadenium crenatum)
- Euphorbia crenulata Engelm. 1858 - Chinese caps
- Euphorbia crepitata L.C.Wheeler 1939
- Euphorbia crepuscula (L.C.Wheeler) V.W.Steinm. & Felger 1996
- Euphorbia cressoides M.C.Johnst. 1975
- Euphorbia cretophila Klokov 1955
- Euphorbia crispa  (Haw.) Sweet 1827
- Euphorbia cristata Heyne ex A.W.Roth 1821
- Euphorbia croizatii Leandri 1946
- Euphorbia crossadenia Pax & K.Hoffmann ex Pax 1923
- Euphorbia crotonoides Boiss. 1862
  - Euphorbia crotonoides ssp. crotonoides
  - Euphorbia crotonoides ssp. narokensis S.Carter 1984
- Euphorbia cruentata Graham 1832
- Euphorbia cryptocaulis M.G.Gilbert 1987
- Euphorbia cryptospinosa P.R.O.Bally 1963
- Euphorbia cuatrecasii Pau ex Cuatrec. 1929
- Euphorbia cubensis Boiss. 1866
- Euphorbia cuchumatensis Standl. & Steyerm. 1944
- Euphorbia culminicola Ant.Molina 1965
- Euphorbia cumbrae Boiss. 1860
- Euphorbia cumulata R.A.Dyer 1931
- Euphorbia cumulicola (Small) Oudejans 1989
- Euphorbia cuneata Vahl 1791
  - Euphorbia cuneata ssp. cretacea S.Carter 1992
  - Euphorbia cuneata ssp. cuneata
  - Euphorbia cuneata ssp. lamproderma S.Carter 1980
  - Euphorbia cuneata ssp. spinescens (Pax) S.Carter 1980
    - Euphorbia cuneata ssp. spinescens thứ pumilans S.Carter 1980
    - Euphorbia cuneata ssp. spinescens thứ spinescens

  - Euphorbia cuneata ssp. wajirensis S.Carter 1980
- Euphorbia cuneifolia Guss. 1826
- Euphorbia cuneneana L.C.Leach 1976
  - Euphorbia cuneneana ssp. cuneneana
  - Euphorbia cuneneana ssp. rhizomatosa L.C.Leach 1976
- Euphorbia cupricola (Malaisse & Lecron) Bruyns 2006   (= Monadenium cupricola)
- Euphorbia cuprispina S.Carter 1987
- Euphorbia cupularis Boiss. 1860   (= Synadenium cupulare)
- Euphorbia curocana L.C.Leach 1975
- Euphorbia curtisii Engelm. ex Chapm. 1860 - Curtis' spurge
- Euphorbia curvirama R.A.Dyer 1931
- Euphorbia cuspidata Bertol. 1843
- Euphorbia cussonioides P.R.O.Bally 1958
- Euphorbia cyathophora Murray 1786   - Wild poinsettia
- Euphorbia cylindrica A.C.White, R.A.Dyer & B.Sloane 1941
- Euphorbia cylindrifolia Marn.-Lap. & Rauh 1961
  - Euphorbia cylindrifolia ssp.cylindrifolia
  - Euphorbia cylindrifolia ssp. tuberifera Rauh 1963
- Euphorbia cymbifera (Schltdl.) V.W.Steinm. 2003   (= Pedilanthus cymbiferus)
- Euphorbia cymbiformis Rusby 1895
- Euphorbia cyparissias L. 1753 - Cypress spurge
- Euphorbia cyparissioides Pax 1894
- Euphorbia cypria Boiss. 1862
- Euphorbia cyri V.W.Steinm. 2003 (= Pedilanthus tomentellus)
- Euphorbia cyrtophylla (Prokh.) Prokh. 1949
- Euphorbia czerepanovii D.V.Geltman 1997

## D
- Euphorbia daghestanica D.V.Geltman 1997
- Euphorbia dahurica Peschkova 1979
- Euphorbia dalettiensis M.G.Gilbert 1987
- Euphorbia dallachyna Baillon 1866
- Euphorbia damarana L.C.Leach 1975
- Euphorbia damasoi Oudejans 1989
- Euphorbia darbandensis N.E.Br. 1913
- Euphorbia dasyacantha S.Carter 1992
- Euphorbia dauana S.Carter 1987
- Euphorbia davidii Subils 1984 - David's spurge
- Euphorbia daviesii E.A.Bruce 1940
- Euphorbia davisii M.S.Khan 1964
- Euphorbia davyi N.E.Br. 1915
- Euphorbia dawei N.E.Br. 1912
- Euphorbia debilispina L.C.Leach 1992
- Euphorbia descampsii (Pax) Bruyns 2006   (= Monadenium descampsii)
- Euphorbia decaryi Guillaumin 1934
  - Euphorbia decaryi thứ ampanihyensis Cremers 1984
  - Euphorbia decaryi thứ decaryi
  - Euphorbia decaryi thứ robinsonii Cremers 1984
  - Euphorbia decaryi thứ spirosticha Rauh & Buchloh 1987
- Euphorbia decepta N.E.Br. 1915
- Euphorbia decidua P.R.O.Bally & L.C.Leach 1975
- Euphorbia decipiens Boiss. & Buhse 1860
- Euphorbia decliviticola L.C.Leach 1973
- Euphorbia decorsei Drake 1903
- Euphorbia dedzana L.C.Leach 1992
- Euphorbia deflexa Sibth. & J.E.Smith 1806
- Euphorbia defoliata Urb. 1912
- Euphorbia degeneri Sherff 1936
- Euphorbia deightonii Croizat 1938
- Euphorbia dekindtii Pax 1969
- Euphorbia delicatula Boiss. 1860
- Euphorbia delicatissima S.Carter 1990
- Euphorbia delphinensis Ursch & Leandri 1955
- Euphorbia deltobracteata (Prokh.) Prokh. 1949
- Euphorbia deltoidea Engelm. ex Chapm. 1883
  - Euphorbia deltoidea ssp. adhaerens (Small) Oudejans 1993
  - Euphorbia deltoidea ssp. deltoidea
    - Euphorbia deltoidea ssp. deltoidea thứ deltoidea
    - Euphorbia deltoidea ssp. deltoidea thứ serpyllum (Small) Oudejans 1989

  - Euphorbia deltoidea ssp. pinetorum (Small) Oudejans 1993
- Euphorbia demissa L.C.Leach 1976
- Euphorbia dendroides L. 1753  - Tree spurge
- Euphorbia denisiana Guillaumin 1929
- Euphorbia denisii Oudejans 1989
- Euphorbia densa Schrenk 1845
- Euphorbia densiflora Klotzsch & Garcke ex Klotzsch 1861
- Euphorbia densifolia K.Koch 1849
- Euphorbia densispina S.Carter 2005
- Euphorbia densiuscula Popov 1923
- Euphorbia densiusculiformis (Pazij) Botsch. ex Botsch. & Tscherneva 1977
- Euphorbia dentata Michx. 1803 - Toothed spurge
  - Euphorbia dentata thứ dentata
  - Euphorbia dentata thứ lasiocarpa Boiss. 1862
- Euphorbia denticulata Lam. 1788
- Euphorbia dentosa I.M.Johnst. 1922
- Euphorbia depauperata Hochst. ex A.Rich. 1850
  - Euphorbia depauperata thứ depauperata
  - Euphorbia depauperata thứ laevicarpa Friis & Vollesen 1982
  - Euphorbia depauperata thứ trachycarpa (Pax) S.Carter 1985
  - Euphorbia depauperata thứ tsetserrensis S.Carter 1990
- Euphorbia deppeana Boiss. 1860
- Euphorbia derickii V.W.Steinm. 2005
- Euphorbia desmondii Keay & Milne-Redh. 1955
- Euphorbia despolita  (Menezes) T.Monod 1990
- Euphorbia dhofarensis S.Carter 1992
- Euphorbia diazlunana (Lomelí & Sahagún) V.W.Steinm. 2003   (= Pedilanthus diazlunanus)
- Euphorbia dichroa S.Carter 1982
- Euphorbia didiereoides Denis & Leandri 1934
- Euphorbia digestiva Rojas Acosta 1897
- Euphorbia digitata S.Watson 1891
- Euphorbia dilunguensis (Malaisse & Lecron) Bruyns 2006   (= Monadenium dilunguense)
- Euphorbia dilobadena S.Carter 1985
- Euphorbia diminuta S.Carter 1984
- Euphorbia dimorphocaulon P.H.Davis ex Rech.f. 1949
- Euphorbia dinteri A.Berger 1906
- Euphorbia dioeca Kunth 1817
- Euphorbia discoidea (P.R.O.Bally) Bruyns 2006   (= Monadenium discoideum)
- Euphorbia discoreoides Boiss. 1860
  - Euphorbia discoreoides ssp. discoreoides
  - Euphorbia discoreoides ssp. attenuata V.W.Steinm. 1996
- Euphorbia disclusa N.E.Br. 1912
- Euphorbia discolor Ledeb. 1850
- Euphorbia discrepans S.Carter 1987
- Euphorbia dispersa L.C.Leach 1974
- Euphorbia dissitispina L.C.Leach 1977
- Euphorbia distans W.Fitzg. 1918
- Euphorbia disticha Engelm. ex Boiss. 1862
- Euphorbia distinctissima L.C.Leach 1992
- Euphorbia diuretica Larrañaga 1923
- Euphorbia djimilensis Boiss. 1879
- Euphorbia dolichoceras S.Carter 1980
- Euphorbia doloensis M.G.Gilbert 1990
- Euphorbia donii Oudejans 1989<;/small>

## E
- Euphorbia eanophylla Croizat 1939
- Euphorbia ebracteolata Hayata 1904
  - Euphorbia ebracteolata thứ ebracteolata
  - Euphorbia ebracteolata thứ anhweiensis (Hurus.) Oudejans 1992
- Euphorbia echinulata (Stapf) Bruyns 2006   (= Monadenium echinulatum)
- Euphorbia echinus Hook. & Cosson 1874
- Euphorbia ecklonii (Klotzsch & Garcke) Baillon 1863
- Euphorbia ecorniculata Kitam. 1958
- Euphorbia edgeworthii Boiss. 1862
- Euphorbia edmondii Hochr. 1904
- Euphorbia eduardoi L.C.Leach 1968
- Euphorbia eggersii Urb. 1899
- Euphorbia eglandulosa V.W.Steinm. 1996
- Euphorbia eichleri Müll.Arg. 1874
- Euphorbia eilensis S.Carter 1992
- Euphorbia einensis G.Will. 2004
  - Euphorbia einensis thứ anemoarenicola G.Will. 2004
  - Euphorbia einensis thứ einensis
- Euphorbia elastica Jum. 1905
- Euphorbia eleanoriae (M.E.Lawr. & W.L.Wagner) Govaerts 2000
- Euphorbia elegans Spreng. 1826
- Euphorbia elegantissima P.R.O.Bally & S.Carter 1974
- Euphorbia ellenbeckii Pax 1903
- Euphorbia elliotii Leandri 1945
- Euphorbia ellipsifolia Gilli 1981
- Euphorbia elodes Boiss. 1860
- Euphorbia elquiensis Phil. 1895
- Euphorbia elwendica Stapf 1886
- Euphorbia elymaitica Bornm. 1911
- Euphorbia emetica Padilla 1903
- Euphorbia emirnensis Baker 1883
- Euphorbia engelmannii Boiss. 1862
- Euphorbia engleri Pax 1895
- Euphorbia engleriana Dinter 1921
- Euphorbia enopla Boiss. 1860
  - Euphorbia enopla thứ enopla
  - Euphorbia enopla thứ viridis A.C.White, R.A.Dyer & B.Sloane 1941
- Euphorbia enormis N.E.Br. 1915
- Euphorbia ensifolia Baker 1883
- Euphorbia enterophora Drake 1899
  - Euphorbia enterophora ssp. crassa Cremers 1978
  - Euphorbia enterophora ssp. enterophora
- Euphorbia ephedroides E.Mey. ex Boiss. 1862
  - Euphorbia ephedroides thứ debilis L.C.Leach 1990
  - Euphorbia ephedroides thứ ephedroides
  - Euphorbia ephedroides thứ imminuta L.C.Leach & G.Will. 1990
- Euphorbia ephedromorpha Bartlett 1911
- Euphorbia epicyparissias  (Klotzsch & Garcke) Boiss. 1862
- Euphorbia epilobiifolia W.T.Wang 1988
- Euphorbia epiphylloides Kurz 1873
- Euphorbia epithymoides L. 1762 (see also Euphorbia polychroma, cushion spurge)
- Euphorbia equisetiformis A.Stewart 1911
- Euphorbia eranthes R.A.Dyer & Milne-Redh. 1937
- Euphorbia eriantha Benth. 1844 - Beetle spurge, Mexican pointsetta
- Euphorbia ericoides Lam. 1788
- Euphorbia erigavensis S.Carter 1992
- Euphorbia erinacea Boiss. & Kotschy ex Boiss. 1895
- Euphorbia eriophora Boiss. 1844
- Euphorbia erlangeri Pax 1903
- Euphorbia ernestii N.E.Br. 1915
- Euphorbia erubescens Boiss. 1846
- Euphorbia erythradenia Boiss. 1846
- Euphorbia erythrina Link 1822
- Euphorbia erythrocephala P.R.O.Bally & Milne-Redh. 1951
- Euphorbia erythroclada Boiss. 1862
- Euphorbia erythrocucullata Mangelsdorff 2006
- Euphorbia erythrodon Boiss. & Heldr. ex Boiss. 1853
- Euphorbia erythroxyloides Baker 1883
- Euphorbia esculenta Marloth 1908
- Euphorbia espinosa Pax 1894
- Euphorbia estevesii N.Zimm. & P.J.Braun 2000
- Euphorbia esula L. 1753 - Leafy spurge
- Euphorbia esuliformis S.Schauer ex Nees & S.Schauer 1847
- Euphorbia etuberculata P.R.O.Bally & S.Carter 1985
- Euphorbia eugeniae Prokh. 1949
- Euphorbia euonymclada Croizat 1940
- Euphorbia eustacei N.E.Br. 1913
- Euphorbia evansii Pax 1909
- Euphorbia excelsa A.C.White, R.A.Dyer & B.Sloane 1941
- Euphorbia excisa Urb. & Ekman 1929
- Euphorbia exigua L. 1753 - Dwarf spurge
- Euphorbia exilis L.C.Leach ex L.C.Leach & G.Will. 1990
- Euphorbia exilispina S.Carter 1987
- Euphorbia exserta (Small) Coker ex Clewell 1985 - Coastal sand spurge
- Euphorbia exstipulata Engelm. 1858 - Square-seed spurge
- Euphorbia exumensis (Millsp.) Correll 1980
- Euphorbia eyassiana P.R.O.Bally & S.Carter 1982
- Euphorbia eylesii Rendle 1905

## F
- Euphorbia falcata L. 1753 - Sickle spurge
- Euphorbia famatamboay F.Friedmann & Cremers 1976
  - Euphorbia famatamboay ssp. famatamboay
  - Euphorbia famatamboay ssp. itampolensis F.Friedmann & Cremers 1976
- Euphorbia fanshawei L.C.Leach 1973
- Euphorbia fascicaulis S.Carter 1977
- Euphorbia fasciculata Thunb. 1800
- Euphorbia faucicola L.C.Leach 1977
- Euphorbia feddemae McVaugh 1961
- Euphorbia fendleri Torr. & A.Gray 1857
- Euphorbia ferganensis B.Fedtsch. ex O.Fedtsch. & B.Fedtsch. 1916
- Euphorbia ferox Marloth 1913
- Euphorbia fianarantsoae Ursch & Leandri 1955
- Euphorbia fidjiana Boiss. 1862
- Euphorbia fiherensis Poiss. 1912
- Euphorbia filicaulis Urb. 1924
- Euphorbia filiflora Marloth 1913
  - Euphorbia filiflora thứ filiflora
  - Euphorbia filiflora thứ nana G.Will. 2003
- Euphorbia filiformis (P.R.O.Bally) Bruyns 2006   (= Monadenium chevalieri thứ filiforme, Monadenium filiforme)
- Euphorbia filipes Benth. 1873
- Euphorbia fimbriata Scop. 1788
- Euphorbia finkii (Boiss.) V.W.Steinm. 2003 (= Pedilanthus finkii)
- Euphorbia fischeri Pax 1894
- Euphorbia fischeriana Steud. 1841
- Euphorbia fissispina P.R.O.Bally & S.Carter 1987
- Euphorbia fistulosa M.S.Khan 1964
- Euphorbia flanagani N.E.Br. 1915
- Euphorbia flavicoma DC. 1813
- Euphorbia flerowii Woronow ex Flerov 1940
- Euphorbia floribunda Engelm. ex Boiss. 1862
- Euphorbia florida Engelm. 1858
- Euphorbia floridana Chapm. 1860 - Greater Florida spurge
- Euphorbia fluminis S.Carter 1982
- Euphorbia foliiflua Ule 1908
- Euphorbia foliolosa Boiss. 1862
- Euphorbia foliosa (Klotzsch & Garcke ex Klotzsch) N.E.Br. 1915
- Euphorbia fontqueriana Greuter 1966
- Euphorbia formosana Hayata 1911
- Euphorbia forolensis L.E.Newton 1995
- Euphorbia forskalii J.Gay 1847
- Euphorbia fortissima L.C.Leach 1964
- Euphorbia fortuita A.C.White, R.A.Dyer & B.Sloane 1941
- Euphorbia fosbergii (J.Florence) Govaerts 2000
- Euphorbia fractiflexa S. Carter & J.R.I.Wood 1982
- Euphorbia fragifera G.Jan 1818
- Euphorbia francescae L.C.Leach 1984
- Euphorbia franchetii B.Fedtsch. 1916
- Euphorbia franckiana A.Berger 1906
- Euphorbia francoana Boiss. 1860
- Euphorbia francoisii Leandri 1946
  - Euphorbia francoisii thứ crassicaulis Rauh 1966
  - Euphorbia francoisii thứ francoisii
- Euphorbia frankii Lavranos 2005
- Euphorbia franksiae N.E.Br. 1915
  - Euphorbia franksiae thứ franksiae
  - Euphorbia franksiae thứ zuluensis A.C.White, R.A.Dyer & B.Sloane 1941
- Euphorbia fraseri Boiss. 1862
- Euphorbia friedrichiae Dinter 1914
- Euphorbia friesii (N.E.Br.) Bruyns 2006   (= Monadenium friesii)
- Euphorbia friesiorum  (A.Hässl.) S.Carter 1985
- Euphorbia frutescens N.E.Br. 1915
- Euphorbia fruticosa Forssk. 1775
- Euphorbia fruticulosa Engelm. ex Boiss. 1862
- Euphorbia fulgens Karw. ex Klotzsch 1834 - Scarlet plume
- Euphorbia fulva Stapf 1907
- Euphorbia furcata N.E.Br. 1911
- Euphorbia furcillata Kunth 1817
- Euphorbia fusca Marloth 1910
- Euphorbia fuscolanata Gilli 1971
- Euphorbia fusiformis Buch.-Ham. ex D.Don 1825
- Euphorbia fwambensis (N.E.Br.) Bruyns 2006   (= Monadenium fwambense)

## G
- Euphorbia gaditana Coss. 1849
- Euphorbia gaillardotii Boiss. & Blanche ex Boiss. 1859
- Euphorbia galapagaia B.L.Rob. & Greenm. 1895
- Euphorbia galgalana S.Carter 1992
- Euphorbia galiciana McVaugh 1961
- Euphorbia gamkensis Marx 1999
- Euphorbia garanbiensis Hayata 1920
- Euphorbia garberi Engelm. ex Chapm. 1883
- Euphorbia gariepina  Boiss. 1860
  - Euphorbia gariepina ssp. balsamea  (Welw. ex Hiern) L.C.Leach 1980
  - Euphorbia gariepina ssp. gariepina
- Euphorbia garkeana Boiss. 1862
- Euphorbia garuana N.E.Br. 1912
- Euphorbia gasparrinii  Boiss. 1862
- Euphorbia gatbergensis N.E.Br. 1915
- Euphorbia gaubae (Soják) Radcl.-Sm. 1981
  - Euphorbia gaubae thứ gaubae
  - Euphorbia gaubae thứ velutina (Bornm. & Gauba) Oudejans 1992
- Euphorbia gaudichaudii  Boiss. 1860
- Euphorbia gaumeri Millsp. 1898
- Euphorbia gayi  Salis 1834
- Euphorbia gebelica Brullo 1996
- Euphorbia gedrosiaca Rech.f., Aellen & Esfand. ex Rech.f. 1951
- Euphorbia geldorensis S.Carter 1992
- Euphorbia gemmea P.R.O.Bally & S.Carter 1982
- Euphorbia genistoides Bergius 1767
- Euphorbia genoudiana Ursch & Leandri 1955
- Euphorbia gentilis N.E.Br. 1915
  - Euphorbia gentilis ssp. gentilis
  - Euphorbia gentilis ssp. tanquana L.C.Leach 1988
- Euphorbia gentryi V.W.Steinm. & T.F.Daniel 1996
- Euphorbia georgei Oudejans 1989
- Euphorbia germainii Phil. 1857
- Euphorbia geroldii Rauh 1994
- Euphorbia geyeri Engelm. ex Engelm. & A.Gray 1845
- Euphorbia giessii L.C.Leach 1982
- Euphorbia gillettii P.R.O.Bally & S.Carter 1977
  - Euphorbia gillettii ssp. gillettii
  - Euphorbia gillettii ssp. tenuior S.Carter 1977
- Euphorbia giumboensis A.Hässl. 1931
- Euphorbia glaberrima K.Koch 1849
- Euphorbia glabriflora Vis. ex Vis. & Pančić 1864
- Euphorbia gladiata (P.R.O.Bally) Bruyns 2006   (= Monadenium yattanum thứ gladiatum, Monadenium gladiatum)
- Euphorbia glandularis L.C.Leach & G.Will. 1990
- Euphorbia glanduligera Pax 1894
- Euphorbia glauca G.Forst. 1786
- Euphorbia glaucescens Willd. 1803
- Euphorbia glaucopoda Diels 1912
- Euphorbia globosa (Haw.) Sims 1826   - Globose spurge
- Euphorbia globulicaulis S.Carter 1990
- Euphorbia glochidiata Pax 1897
- Euphorbia glomerulans (Prokh.) Prokh. 1949
- Euphorbia glytosperma Engelm. 1858
- Euphorbia godana Buddens., Lawant, & Lavranos 2005
- Euphorbia goetzei Pax 1900
- Euphorbia goliana Comm. ex Lam. 1788
- Euphorbia golondrina L.C.Wheeler 1940
- Euphorbia gorenflotii Mobayen 1984
- Euphorbia gorgonis A.Berger 1910
- Euphorbia gossypina Pax 1894
  - Euphorbia gossypina ssp. gossypina
    - Euphorbia gossypina ssp. gossypina thứ coccinea Pax 1894
    - Euphorbia gossypina ssp. gossypina thứ gossypina

  - Euphorbia gossypina ssp. mangulensis S.Carter 1999
- Euphorbia gottlebei Rauh 1992
- Euphorbia goudotii Boiss. 1862
- Euphorbia goyazensis Boiss. 1860
- Euphorbia gracilicaulis L.C.Leach 1969
- Euphorbia gracilior Cronquist 1949
- Euphorbia graciliramea Pax 1904

## H
- Euphorbia hadramautica Baker 1967
- Euphorbia haeleeleana – Kauaʻi Spurge
- Euphorbia haematantha Boiss. 1862
- Euphorbia hainanensis Croizat 1940
- Euphorbia hajhirensis Radcl.-Sm. 1971
- Euphorbia hakutosanensis Hurus. 1940
- Euphorbia halemanui Sherff 1936
- Euphorbia halipedicola L.C.Leach 1970
- Euphorbia hallii R.A.Dyer 1953
- Euphorbia hamaderoensis A.G.Mill 2004
- Euphorbia hamata (Haw.) Sweet 1818
- Euphorbia hamiltonii Oudejans 1989
- Euphorbia handeniensis S.Carter 1985
- Euphorbia handiensis Burchard 1912
- Euphorbia hararensis Pax 1907
- Euphorbia harmandii Gagnep. 1921
- Euphorbia hartwegiana Boiss. 1862
- Euphorbia hassleriana Chodat 1902
- Euphorbia hausknechtii Boiss. 1866
- Euphorbia hebecarpa Boiss. 1846
- Euphorbia hedigeriana (Malaisse & Lecron) Bruyns 2006 (= Monadenium hedigerianum)
- Euphorbia hedyotoides
- Euphorbia heishuiensis W.T.Wang 1988
- Euphorbia helenae Urb. 1908
  - Euphorbia helenae ssp. grandifolia Borhidi & O.Muñiz 1972
  - Euphorbia helenae ssp. helenae
- Euphorbia heleniana Thell. & Stapf 1916
- Euphorbia helioscopia – Sun Spurge
- Euphorbia helleri Millsp. 1898 – Heller's Spurge
- Euphorbia helwigii Urb. & Ekman 1929
- Euphorbia henricksonii M.C.Johnst. 1974
- Euphorbia henryi Hemsl. 1894
- Euphorbia hepatica Urb. & Ekman 1929
- Euphorbia heptagona L. 1753
  - Euphorbia heptagona thứ dentata (A.Berger) N.E.Br. 1915
  - Euphorbia heptagona thứ heptagona
  - Euphorbia heptagona thứ ramosa A.C.White, R.A.Dyer & B.Sloane 1941
  - Euphorbia heptagona thứ subsessilis A.C.White, R.A.Dyer & B.Sloane 1941
  - Euphorbia heptagona thứ viridis A.C.White, R.A.Dyer & B.Sloane 1941
- Euphorbia heptapotamica V.P.Goloskokov 1982
- Euphorbia herman-schwartzii
- Euphorbia heraldiana (Millsp.) Oudejans 1989
- Euphorbia herbacea (Pax) Bruyns 2006 (= Monadenium herbaceum)
- Euphorbia herbstii (W.L.Wagner) Oudejans 1989
- Euphorbia herniariifolia Willd. 1799

## I
- Euphorbia iancannellii Bruyns 2006 (= Monadenium cannellii)
- Euphorbia iberica Boiss. 1860
- Euphorbia iharanae Rauh 1995
- Euphorbia imerina Cremers 1984
- Euphorbia imitata N.E.Br. 1911
- Euphorbia immersa P.R.O.Bally & S.Carter 1967
- Euphorbia imparispina S.Carter 1992
- Euphorbia impressa Chiov. 1929
- Euphorbia inaequilatera Sond. 1850
  - Euphorbia inaequilatera thứ dentata (N.E.Br.) M.G.Gilbert 1993
  - Euphorbia inaequilatera thứ inaequilatera
  - Euphorbia inaequilatera thứ jemenica (Schweinf.) Oudejans 1992
  - Euphorbia inaequilatera thứ spanothrix S.Carter 1987
- Euphorbia inaequispina N.E.Br. 1911
- Euphorbia inaguaensis Oudejans 1989
- Euphorbia inappendiculata Domin 1927
- Euphorbia inarticulata Schweinf. 1899
- Euphorbia incerta Brandegee 1891 (= Chamaesyce incerta)
- Euphorbia inciformis Sessé & Moc. 1894
- Euphorbia inconstantia R.A.Dyer 1931
- Euphorbia inculta P.R.O.Bally 1964
- Euphorbia indecora N.E.Br. 1915
- Euphorbia inderiensis Less. ex Kar. & Kir. 1842
- Euphorbia indica Lam. 1788
- Euphorbia indistincta P.I.Forst. 1994
- Euphorbia indivisa (Engelm.) Tidestr. 1935
- Euphorbia indurescens L.C.Leach 1975
- Euphorbia inermis P.Miller 1768
  - Euphorbia inermis thứ huttoniae A.C.White, R.A.Dyer & B.Sloane 1941
  - Euphorbia inermis thứ inermis
- Euphorbia infesta Pax 1904
- Euphorbia inflexa Urb. & Ekman 1929
- Euphorbia ingens E.Mey. ex Boiss. 1862 – Naboom, "Candelabra Tree"
- Euphorbia ingenticapsa L.C.Leach 1971
- Euphorbia innocua L.C.Wheller 1939 – Velvet Spurge
- Euphorbia inornata N.E.Br. 1925
- Euphorbia insarmentosa G.P.Meyer 1966
- Euphorbia insulana Vell. 1829
  - Euphorbia insulana thứ insulana
  - Euphorbia insulana thứ pilcomayensis Croizat 1943
  - Euphorbia insulana thứ tovarenis  (Boiss.) Oudejans 1992
- Euphorbia interaxillaris Fernald 1901
- Euphorbia intisy Drake 1900
- Euphorbia intricata S.Carter 1985
- Euphorbia inundata Torr. ex Chapm. 1860 – Florida Pineland Spurge
  - Euphorbia inundata thứ inundata
  - Euphorbia inundata thứ garrettii E.L.Bridges & Orzell 2002
- Euphorbia inundaticola L.C.Leach 1992
- Euphorbia invaginata  Croizat 1943
- Euphorbia invenusta (N.E.Br.) Bruyns 2006 (= Monadenium invenustum)  
  - Euphorbia invenusta thứ angusta (P.R.O.Bally) Bruyns 2006 (= Monadenium invenustum thứ angustum[cần kiểm chứng])
  - Euphorbia invenusta thứ invenusta (= Monadenium invenustum thứ invenustum[cần kiểm chứng]
- Euphorbia ipecacuanhae L. 1753 – American Ipecac
- Euphorbia irgisensis  Litv. 1916
- Euphorbia isacantha Pax 1904
- Euphorbia isaloensis Drake 1899
- Euphorbia isatidifolia Lam. 1788
- Euphorbia isaurica M.S.Khan 1964
- Euphorbia isophylla Bornm. 1908
- Euphorbia itremensis Kimnach & Lavranos 2001
- Euphorbia ivanjohnstonii M.C.Johnst. 1975

## J
- Euphorbia jacquemontii Boiss. 1862
- Euphorbia jacquinii Boiss. 1862
- Euphorbia jaliscensis B.L.Rob. & Greenm. 1894
- Euphorbia jamesonii Boiss. 1860
- Euphorbia jansenvillensis Nel 1935
- Euphorbia jasiewiczii (Chrtek & Křísa) Radcl.-Sm. 1981
- Euphorbia jatrophoides Pax 1903
- Euphorbia jejuna M.C.Johnst. & Warnock 1960
- Euphorbia jenisseiensis K.S.Baikov 1996
- Euphorbia jessonii Oudejans 1990
- Euphorbia johannis S.Carter 1992
- Euphorbia johnstonii Mayfield 1991
- Euphorbia jolkinii Boiss. 1860
- Euphorbia josei  Oudejans 1989 - Jose spurge
- Euphorbia jovettii Huguet 1971
- Euphorbia joyae P.R.O.Bally & S.Carter 1985
- Euphorbia jubata L.C.Leach 1964
- Euphorbia juglans Compton 1935
- Euphorbia juttae Dinter 1914
- Euphorbia juvoklanti Pax 1909

## K
- Euphorbia kaessneri Pax 1909
- "Euphorbia kaessneri" (N.E.Br.) Bruyns 2006 (non Pax: preoccupied)   (= Monadenium kaessneri)
- Euphorbia kalaharica Marloth 1930
- Euphorbia kalisana S.Carter 1982
- Euphorbia kamerunica Pax 1904
- Euphorbia kamponii Rauh & Petignat 1995
- Euphorbia kanalensis Boiss. 1866
- Euphorbia kanaorica Boiss. 1862
- Euphorbia kanglingensis W.T.Wang 1988
- Euphorbia kansuensis Prokh. 1927
- Euphorbia kansui Liou ex S.B.Ho 1981
- Euphorbia kaokoensis  (A.C.White, R.A.Dyer & B.Sloane) L.C.Leach 1976
- Euphorbia karibensis S.Carter 1990
- Euphorbia karoi Freyn 1896
- Euphorbia karroensis  (Boiss.) N.E.Br. 1915
- Euphorbia karwinskyi Boiss. 1860
- Euphorbia katrajensis Gage 1914
- Euphorbia keithii R.A.Dyer 1951
- Euphorbia kelleri Pax 1898
  - Euphorbia kelleri thứ kelleri
  - Euphorbia kelleri thứ latifolia Pax 1898
- Euphorbia kemulariae Ter-Chatschat. 1963
- Euphorbia kerrii Craib 1911
- Euphorbia kerstingii Pax 1903
- Euphorbia khandallensis Blatt. & Hallb. 1921
- Euphorbia khasyana Boiss. 1862
- Euphorbia kilwana N.E.Br. 1911
- Euphorbia kimberleyana (G.Will.) Bruyns 2006   (= Monadenium kimberleyanum)
- Euphorbia kimmerica Lipsky ex Grossh. 1932
- Euphorbia kirimzjulica Stepanov 1994
- Euphorbia kiritensis P.R.O.Bally & S.Carter 1988
- Euphorbia kirkii (N.E.Br.) Bruyns 2006   (= Synadenium kirkii)
- Euphorbia kischenensis Vierh. 1907
- Euphorbia kitawagae (Hurus.) Kitag. 1979
- Euphorbia klokovii Dubovik ex Dubovik et al. 1973
- Euphorbia klotzschii Oudejans 1989
  - Euphorbia klotzschii thứ argentina (Müll.Arg ex Griseb.) Oudejans 1992
  - Euphorbia klotzschii thứ dentata (R.E.Fr.) Oudejans 1993
  - Euphorbia klotzschii thứ klotzschii
  - Euphorbia klotzschii thứ schizosepala (Boiss.) Oudejans 1992
- Euphorbia knobelii Letty 1934
- Euphorbia knuthii Pax 1904
  - Euphorbia knuthii ssp. johnsonii  (N.E.Br.) L.C.Leach 1973
  - Euphorbia knuthii ssp. knuthii
- Euphorbia koerneriana Allem & Irgang 1976
- Euphorbia komaroviana Prokh. 1949
- Euphorbia kondoi Rauh & Razaf. 1989
- Euphorbia kopetdaghii (Prokh.) Prokh. 1949
- Euphorbia kotovii Klokov ex Dubovik & Klokov 1977
- Euphorbia kotschyana Fenzl 1842
- Euphorbia kouandensis Beille ex A.Chev. 1917
- Euphorbia kozlovii Prokh. 1927
- Euphorbia kraussiana Bernh. ex C.Krauss 1844
- Euphorbia kudrjaschevii Prokh. 1949
- Euphorbia kundelunguensis (Malaisse) Bruyns 2006   (= Monadenium kundelunguense)
- Euphorbia kuriensis Vierh. 1905
- Euphorbia kurtzii Subils 1971
- Euphorbia kuwaleana O.Deg. & Sherff 1949

## L
- Euphorbia labatii Rauh & Bard.-Vauc. 1999
- Euphorbia lacei Craib 1911
- Euphorbia lacera Boiss. 1860
- Euphorbia laciniata Panigrahi 1975
- Euphorbia lactea Haw. 1812   - Elkhorn, frilled fan, mottled spurge
- Euphorbia lactiflua Phil. 1860
- Euphorbia laevigata Lam. 1788
- Euphorbia lagascae Spreng. 1821
- Euphorbia lagunensis Huft 1985
- Euphorbia laikipiensis S.Carter 1987
- Euphorbia lamarckii Sweet 1818
- Euphorbia lambii Svent. 1960
- Euphorbia lancasteriana Radcl.-Sm. 1999
- Euphorbia lancifolia  Schltdl. 1832   – Ixbut
- Euphorbia laredana Millsp. 1890
- Euphorbia larica Boiss. 1860
- Euphorbia larranagae Oudejans 1989
- Euphorbia lasiocarpa Klotzsch 1843
- Euphorbia lata Engelm. 1858
- Euphorbia latazi Kunth 1817
- Euphorbia latericolor Brandegee 1913
- Euphorbia lateriflora Schumach. & Thonn. 1829
- Euphorbia lathyris L. 1753 - Caper spurge, gopher spurge
- Euphorbia latifolia C.A.Mey. ex Ledeb. 1830
- Euphorbia laurifolia Lam. 1788
- Euphorbia lavicola S.Carter 1980
- Euphorbia lavrani L.C.Leach 1981
- Euphorbia laxa Drake 1900
- Euphorbia leandriana Boiteau 1942
- Euphorbia lecheoides Millsp. 1906
  - Euphorbia lecheoides thứ lecheoides
  - Euphorbia lecheoides thứ exumensis (Millsp.) Oudejans 1992
  - Euphorbia lecheoides thứ wilsonii (Millsp.) Oudejans 1992
- Euphorbia ledermanniana Pax & K.Hoffmann 1910
- Euphorbia ledienii A.Berger 1906
  - Euphorbia ledienii thứ dregei N.E.Br. 1915
  - Euphorbia ledienii thứ ledienii
- Euphorbia leistneri R.H.Archer 1998
- Euphorbia lemaireana Boiss. 1862
- Euphorbia lenensis K.S.Baikov 1996
- Euphorbia lenewtonii S.Carter 2000
- Euphorbia leonardii (D.G.Burch) Radcl.-Sm. 1971
- Euphorbia leoncroizatii Oudejans 1989
- Euphorbia leonensis N.E.Br. 1911
- Euphorbia leontopoda S.Carter 1992
- Euphorbia leptocaula Boiss. 1862
- Euphorbia leptoclada Balf.f. 1883
- Euphorbia leshumensis N.E.Br. 1911
- Euphorbia letestuana (Denis) Bruyns 2006   (= Monadenium letestuanum)
- Euphorbia letestui J.Raynal 1966
- Euphorbia leucantha  (Klotzsch & Garcke ex Klotzsch) Boiss. 1862
- Euphorbia leucocephala Lotsy 1985   - Pascuita, white-laced euphorbia
- Euphorbia leucochlamys Chiov. 1929
- Euphorbia leucodendron Drake 1903
  - Euphorbia leucodendron ssp. leucodendron
  - Euphorbia leucodendron ssp. oncoclada  (Drake) Rauh & Koutnik 1998
- Euphorbia leuconeura Boiss. 1862
- Euphorbia leucophylla Benth. 1844
  - Euphorbia leucophylla ssp. comcaacorum V.W.Steinm. & Felger 1997
  - Euphorbia leucophylla ssp. leucophylla
- Euphorbia levis Poir. 1812
- Euphorbia lignosa Marloth 1909
- Euphorbia ligularia Roxb. 1832
- Euphorbia ligustrina Boiss. 1860
- Euphorbia limaensis Oudejans 1989
- Euphorbia limpopoana S.Carter 1999
- Euphorbia lindenii (S.Carter) Bruyns 2006   (= Monadenium lindenii)
- Euphorbia linearibracteata L.C.Leach 1973
- Euphorbia lineata S.Watson 1886
- Euphorbia lingiana C.Shih ex Chun 1963
- Euphorbia linguiformis McVaugh 1961
  - Euphorbia linguiformis thứ actinadenia (McVaugh) Oudejans 1993
  - Euphorbia linguiformis thứ linguiformis
- Euphorbia lingulata Heuff. 1835
- Euphorbia linifolia L. 1759
- Euphorbia lipskyi (Prokh.) Prokh. 1949
- Euphorbia lissosperma S.Carter 1980
- Euphorbia liukiuensis Hayata 1920
- Euphorbia livida E.Mey. ex Boiss. 1862
- Euphorbia lividiflora L.C.Leach 1964
- Euphorbia loadensis N.E.Br. 1911
- Euphorbia lomelii V.W.Steinm. 2003   (= Pedilanthus macrocarpus)
- Euphorbia longecorniculata Kitam. 1958
- Euphorbia longecornuta S.Watson 1889
- Euphorbia longicruris  Scheele 1849 - Wedgeleaf spurge
- Euphorbia longifolia Lam. 1788
- Euphorbia longinsulicola S.R.Hill 1976
- Euphorbia longispina Chiov. 1929
- Euphorbia longistyla Boiss. 1860
- Euphorbia longituberculosa Boiss. 1862
- Euphorbia lophiosperma S.Carter 1984
- Euphorbia lophogonaLam. 1788   – Randramboay
  - Euphorbia lophogona thứ lophogona
  - Euphorbia lophogona thứ tenuicaulisRauh 1991
- Euphorbia loricataLam. 1788
- Euphorbia louwii L.C.Leach 1980
- Euphorbia luapulana L.C.Leach 1992
- Euphorbia lucida Waldst. & Kit. 1802 - Shining spurge
- Euphorbia luciismithii B.L.Rob. & Greenm. 1896
- Euphorbia lucorum Rupr. 1859
- Euphorbia ludoviciana Raf. 1817
- Euphorbia lugardiae (N.E.Br.) Bruyns 2006   (= Monadenium lugardiae)
- Euphorbia lukoseana S.Carter 2000
- Euphorbia lumbricalis L.C.Leach 1986
- Euphorbia lundelliana Croizat ex Lundell 1943
- Euphorbia lunulata Bunge 1833
- Euphorbia lupatensis N.E.Br. 1911
- Euphorbia lupulina Boiss. 1860
- Euphorbia lurida Engelm. 1861
- Euphorbia luteoviridis D.G.Long 1986
- Euphorbia luticola Hand.-Mazz. 1931
- Euphorbia lutosa S.Carter 1980
- Euphorbia lutulenta (Croizat) Oudejans 1989
- Euphorbia luzoniensis E.D.Merrill 1920
- Euphorbia lycioides Boiss. 1860
- Euphorbia lydenburgensis Schweik. & Letty 1933

## M
- Euphorbia macella N.E.Br. 1915
- Euphorbia macgillivrayi Boiss. 1927
- Euphorbia machrisiae Steyerm. 1958
- Euphorbia macinensis Prodan 1953
- Euphorbia macra Hiern 1900
- Euphorbia macraulonia Phil. 1895
- Euphorbia macrocarpa Boiss. 1860
- Euphorbia macroceras Fisch. & C.A.Mey. 1838
- Euphorbia macroclada Boiss. 1844
- Euphorbia macroglypha Lem. 1857
- Euphorbia macrophylla Pax 1894
- Euphorbia macropodoides B.L.Rob. & Greenm. 1895
- Euphorbia macropus  (Klotzsch & Garcke) Boiss. 1862   - Huachuca mountain spurge
- Euphorbia macrorrhiza C.A.Mey. ex Ledeb. 1830
- Euphorbia maculata  L. 1753   - Spotted spurge
- Euphorbia macvaughiana M.C.Johnst. 1975
- Euphorbia macvaughii Carvajal & Lomeli ex Carvajal 1981
- Euphorbia maddenii Boiss. 1862
- Euphorbia mafingensis (Hargreaves) Bruyns 2006   (= Monadenium mafingense)
- Euphorbia magdalenae Benth. 1844
- Euphorbia magnicapsula S.Carter 1987
  - Euphorbia magnicapsula thứ lacterosa S.Carter 1987
  - Euphorbia magnicapsula thứ magnicapsula
- Euphorbia magnifica (E.A.Bruce) Bruyns 2006   (= Monadenium magnificum)
- Euphorbia mahabobokensis Rauh 1995
- Euphorbia mahafalensis Denis 1921
  - Euphorbia mahafalensis thứ mahafalensis
  - Euphorbia mahafalensis thứ xanthadenia (Denis) Leandri 1946
- Euphorbia mainty Denis ex Leandri 1966
- Euphorbia maieri H.Lév. 1913
- Euphorbia makallensis S.Carter 1981
- Euphorbia maleolens Phillips 1932
- Euphorbia malevola L.C.Leach 1964
- Euphorbia malleata Boiss. 1862
- Euphorbia malurensis Rech.f. 1963
- Euphorbia malvana Maire 1940
- Euphorbia mamfwensis (Malaisse & Lecron) Bruyns 2006   (= Monadenium mamfwense)
- Euphorbia mammillaris L. 1753   - Corn cob euphorbia
- Euphorbia mananarenis Leandri 1945
- Euphorbia mancinella Baillon 1886
- Euphorbia mandrariensis Drake 1899
- Euphorbia mandravioky Leandri 1958
- Euphorbia mandshurica Maxim. 1883
- Euphorbia mangleti Urb. 1930
- Euphorbia mangelsdorffii Rauh 1998
- Euphorbia mangokyensis Denis 1921
- Euphorbia mangorensis Leandri 1945
- Euphorbia marayensis Subils 1975
- Euphorbia maresii Knoche 1922
- Euphorbia margalidiana ;Kuhbier & Lewej. ex Kuhbier 1978
- Euphorbia margaretae S.Carter 1992
- Euphorbia marginata Pursh 1814 - Snow-on-the-mountain, variegated spurge, white-margined spurge
- Euphorbia marianoi Oudejans 1998
- Euphorbia marilandica Greene 1898
- Euphorbia maritae Rauh 1999
- Euphorbia marlothiana N.E.Br. 1915
- Euphorbia marrupana Bruyns 2006
- Euphorbia marsabitensis S.Carter 1982
- Euphorbia marshalliana Boiss. 1946
  - Euphorbia marshalliana ssp. marshalliana
  - Euphorbia marshalliana ssp. armenae (Prokh.) Oudejans 1992
- Euphorbia martinae Rauh 1999
- Euphorbia masirahensis S.A.Ghazanfar 1993
- Euphorbia matabelensis Pax 1901
- Euphorbia matritensis Boiss. 1860
- Euphorbia mauritanica  L. 1753
  - Euphorbia mauritanica thứ corallothamnus Dinter ex A.C.White, R.A.Dyer & B.Sloane 1941
  - Euphorbia mauritanica thứ foetens Dinter ex A.C.White, R.A.Dyer & B.Sloane 1941
  - Euphorbia mauritanica thứ lignosa A.C.White, R.A.Dyer & B.Sloane 1941
  - Euphorbia mauritanica thứ mauritanica 
  - Euphorbia mauritanica thứ minor A.C.White, R.A.Dyer & B.Sloane 1941
  - Euphorbia mauritanica thứ namaquensis N.E.Br. 1915
- Euphorbia maysillesii McVaugh 1961
- Euphorbia mayuranathanii Croizat 1940
- Euphorbia mazarronensis Esteve Chueca 1967
- Euphorbia mazatlamensis Oudejans 1989
- Euphorbia mazicum Emb. & Maire 1929
- Euphorbia medicaginea Boiss. 1838
- Euphorbia meenae S.Carter 2000
- Euphorbia megalatlantica J.Ball 1875
- Euphorbia megalocarpa Rech.f. 1963
- Euphorbia melanadenia Torr. 1857
- Euphorbia melanocarpa Boiss. 1862
- Euphorbia melanohydrata Nel 1935
- Euphorbia melapetala Gasparr. 1830
- Euphorbia melitensis Parl. 1869
- Euphorbia meloformis Ait. 1789
  - Euphorbia meloformis ssp. meloformis   - Melon spurge
  - Euphorbia meloformis ssp. valida  (N.E.Br.) G.D.Rowley 1998
- Euphorbia memoralis R.A.Dyer 1952
- Euphorbia mendezii Boiss. 1860
- Euphorbia menelikii Pax 1907
- Euphorbia mercurialina Michx. 1803 - Mercury spurge
- Euphorbia meridensis Pittier 1929
- Euphorbia meridionalis P.R.O.Bally & S.Carter 1982
- Euphorbia mertonii Fosberg 1978
- Euphorbia mesembryanthemifolia Jacq. 1760
- Euphorbia meuleniana Schwartz 1939
- Euphorbia meuselii Geltman 2002
- Euphorbia mexiae Standl. 1929
- Euphorbia meyeniana Klotzsch 1843
- Euphorbia meyeriana Galushko 1970
- Euphorbia micracantha Boiss. 1860
- Euphorbia micractina Boiss. 1862
- Euphorbia micradenia Boiss. 1862
- Euphorbia microcarpa (Prokh.) P.Klylov 1934
- Euphorbia microcephala Boiss. 1866
- Euphorbia microclada Urb. 1924
- Euphorbia micromera Boiss. ex Engelm. 1861
- Euphorbia microsciadia Boiss. 1846
- Euphorbia microsperma (Murb.) Maly 1949
- Euphorbia microsphaera Boiss. 1846
- Euphorbia migiurtinorum Chiov. 1929
- Euphorbia milii  Desmoul. 1826   - Crown-of-thorns, christplant
  - Euphorbia milii thứ bevilaniensis  (Croizat) Ursch & Leandri 1955
  - Euphorbia milii thứ hislopii  (N.E.Br.) Ursch & Leandri 1955
  - Euphorbia milii thứ imperatae  (Leandri) Ursch & Leandri 1955
  - Euphorbia milii thứ longifolia  Rauh 1967
  - Euphorbia milii thứ milii
  - Euphorbia milii thứ roseana  Marn.-Lap. 1962
  - Euphorbia milii thứ splendens  (Bojer ex Hook.) Ursch & Leandri 1955
  - Euphorbia milii thứ tananarivae  (Leandri) Ursch & Leandri 1955
  - Euphorbia milii thứ tenuispina  Rauh & Razaf. 1991
  - Euphorbia milii thứ tulearensis  Ursch & Leandri 1955
  - Euphorbia milii thứ vulcanii  (Leandri) Ursch & Leandri 1955
- Euphorbia millotii  Ursch & Leandri 1955
- Euphorbia minbuensis Gage 1914
- Euphorbia minuta Loscos & Pard. 1863
  - Euphorbia minuta ssp. minuta
  - Euphorbia minuta ssp. moleroi P.Montserrat Recoder & J.V.Ferrández Palacio 1998
- Euphorbia minutifolia Boiss. 1866
- Euphorbia minutula Boiss. 1866
- Euphorbia minxianensis W.T.Wang 1988
- Euphorbia mira L.C.Leach 1986
- Euphorbia misella S.Watson 1891
- Euphorbia misera Benth. 1844   - Cliff spurge
- Euphorbia missurica Raf. 1832
- Euphorbia mitchelliana Boiss. 1862
- Euphorbia mitriformis P.R.O.Bally & S.Carter 1976
- Euphorbia mixta N.E.Br. 1925
- Euphorbia mlanjeana L.C.Leach 1973
- Euphorbia mocinoi Oudejans 1989
- Euphorbia moehringioides Pax 1899
- Euphorbia monacantha Pax 1903
- Euphorbia monadenoides M.G.Gilbert 1987
- Euphorbia monantha C.Wright ex Boiss. 1862
- Euphorbia monchiquensis Franco & P. Silva 1968
- Euphorbia monensis (Millsp.) Urb. 1929
- Euphorbia mongolica (Prokh.) Prokh. 1949
- Euphorbia monostyla (Prokh.) Prokh. 1949
- Euphorbia monteiri Hook.f. 1865
  - Euphorbia monteiri ssp. brandbergensis B.Nord. 1974
  - Euphorbia monteiri ssp. monteiri
  - Euphorbia monteiri ssp. ramosa L.C.Leach 1966
- Euphorbia montenegrina (Baldacci) Maly 1908
- Euphorbia moratii Rauh 1970
  - Euphorbia moratii thứ antsingiensis Cremers 1984
  - Euphorbia moratii thứ bemaharensis Cremers 1984
  - Euphorbia moratii thứ moratii
  - Euphorbia moratii thứ multiflora Rauh 1991
- Euphorbia mosaica P.R.O.Bally & S.Carter 1976
- Euphorbia mossambicensis  (Klotzsch & Garcke) Boiss. 1862
- Euphorbia mossamedensis N.E.Br. 1913
- Euphorbia mucronulata (Prokh.) Prokh. 1937
- Euphorbia muelleri Boiss. 1862
- Euphorbia muirii N.E.Br. 1915
- Euphorbia multiceps A.Berger 1905
- Euphorbia multiclava P.R.O.Bally & S.Carter 1974
- Euphorbia multifida N.E.Br. 1915
- Euphorbia multifolia A.C.White, R.A.Dyer & B.Sloane 1941
- Euphorbia multifoliosa M.E.Jones 1933
- Euphorbia multiformis Hook. & Arn. 1832
- Euphorbia multifurcata Rech.f., Aellen & Esfand. ex Rech.f. 1951
- Euphorbia multinodis Urb. 1899
- Euphorbia multiseta Benth. 1840
- Euphorbia mundtii N.E.Br. 1915
- Euphorbia munizii Borhidi 1972
- Euphorbia muraltioides N.E.Br. 1915
- Euphorbia muricata Thunb. 1800
- Euphorbia musciola Fernald 1901
- Euphorbia musili Velen. 1912
- Euphorbia mwinilungensis L.C.Leach 1976
- Euphorbia myrioclada S.Carter 1992
- Euphorbia myrsinites L. 1753   - Creeping spurge, donkey tail, sim spurge
  - Euphorbia myrsinites ssp. myrsinites
  - Euphorbia myrsinites ssp. pontica (Prokh.) R.Turner 1995
  - Euphorbia myrsinites ssp. rechingeri (Greuter) Aldén 1986
- Euphorbia myrtillifolia L. 1759
- Euphorbia myrtoides Boiss. 1862

## N
- Euphorbia nagleri  (Klotzsch & Garcke ex Klotzsch) Boiss. 1862
- Euphorbia namibiensis Marloth 1909
- Euphorbia namuliensis Bruyns 2006
- Euphorbia namuskluftensis L.C.Leach 1983
- Euphorbia natalensis Bernh. ex Krauss 1844
- Euphorbia nayarensis V.W.Steinm. 2001
- Euphorbia nealleyi Coult. & Fisher 1892
- Euphorbia nebrownii Merr. 1938
- Euphorbia negromontana N.E.Br. 1911
- Euphorbia neilmulleri M.C.Johnst. 1975
- Euphorbia nematocypha Hand.-Mazz. 1926
- Euphorbia neoangolensis Bruyns 2006   (= Monadenium angolense)
- Euphorbia neoarborescens Bruyns 2006   (= Monadenium arborescens)
- Euphorbia neobosseri Rauh 1992
  - Euphorbia neobosseri thứ itampolensis Rauh 1999
  - Euphorbia neobosseri thứ neobosseri
- Euphorbia neocaledonica Boiss. 1866
- Euphorbia neocapitata Bruyns 2006   (= Monadenium capitatum)
- Euphorbia neococcinea Bruyns 2006   (= Monadenium coccineum)
- Euphorbia neocrispa Bruyns 2006   (= Monadenium crispum)
- Euphorbia neocymosa Bruyns 2006   (= Synadenium cymosum)
- Euphorbia neoerubescens Bruyns 2006   (= Lortia erubescens, Monadenium erubescens)
- Euphorbia neogillettii Bruyns 2006   (= Monadenium gillettii)
- Euphorbia neoglabrata Bruyns 2006   (= Synadenium glabratum)
- Euphorbia neoglaucescens Bruyns 2006   (= Synadenium glaucescens)
- Euphorbia neogoetzei Bruyns 2006   (= Monadenium goetzei)
- Euphorbia neogossweileri Bruyns 2006   (= Monadenium gossweileri, Endadenium gossweileri)
- Euphorbia neogracilis Bruyns 2006   (= Monadenium gracile)
- Euphorbia neohalipedicola Bruyns 2006   (= Synadenium halipedicola)
- Euphorbia neohumbertii Boiteau 1942
- Euphorbia neomontana Bruyns 2006   (= Monadenium montanum)
- Euphorbia neoparviflora Bruyns 2006   (= Monadenium parviflorum)
- Euphorbia neopedunculata Bruyns 2006   (= Monadenium pedunculatum)
- Euphorbia neopolycnemoides Pax & K.Hoffmann 1910
- Euphorbia neoreflexa Bruyns 2006   (= Monadenium reflexum)
- Euphorbia neorubella Bruyns 2006   (= Monadenium montanum thứ rubellum,/ Monadenium rubellum)
- Euphorbia neorugosa Bruyns 2006   (= Monadenium rugosum)
- Euphorbia neospinescens Bruyns 2006   (= Stenadenium spinescens, Monadenium spinescens)
- Euphorbia neostapeliodes Bruyns 2006   (= Monadenium stapelioides)
  - Euphorbia neostapeliodes thứ congesta (P.R.O.Bally) Bruyns 2006   (= Monadenium stapelioides thứ congestum)
  - Euphorbia neostapeliodes thứ neostapeliodes   (= Monadenium stapelioides thứ stapelioides)
- Euphorbia neostolonifera Bruyns 2006   (= Monadenium rhizophorum thứ stoloniferum, Monadenium stoloniferum)
- Euphorbia neovirgata Bruyns 2006   (= Monadenium virgatum)
- Euphorbia nephradenia  Barneby 1966 - Pana spurge
- Euphorbia nereidum Jahandiez & Maire 1923
- Euphorbia neriifolia L. 1753   - Indian spurgetree, hedge euphorbia
- Euphorbia nesemannii R.A.Dyer 1934
- Euphorbia nevadensis Boiss. & Reut. 1852
- Euphorbia nicaeensis All. 1785
  - Euphorbia nicaeensis ssp. glareosa (Pall. ex M.Bieb.) Radcl.-Sm. 1785
  - Euphorbia nicaeensis ssp. cadrilateri (Prod.) B.Kuzmanov 1979
  - Euphorbia nicaeensis ssp. goldei (Prod.) Greuter & Burdet 1981
  - Euphorbia nicaeensis ssp. lasiocarpa (Boiss.) Radcl.-Sm. & Govaerts 1996
  - Euphorbia nicaeensis ssp. latibracteata (Prod.) B.Kuzmanov 1979
  - Euphorbia nicaeensis ssp. maleevii (Tamamshyan) Oudejans 1989
  - Euphorbia nicaeensis ssp. nicaeensis
  - Euphorbia nicaeensis ssp. prostrata (Fiori) Arrigoni 1981
  - Euphorbia nicaeensis ssp. stepposa (Zoz) Greuter & Burdet 1981
  - Euphorbia nicaeensis ssp. volgensis (Krysht.) Oudejans 1992
- Euphorbia nicholasii Oudejans 1989
- Euphorbia niciciana Borbás 1893
- Euphorbia nigrispina N.E.Br. 1911
- Euphorbia nigrispinioides M.G.Gilbert 1993
- Euphorbia niqueroana Urb. 1930
- Euphorbia nivulia Buch.-Ham. 1825
- Euphorbia nocens (L.C.Wheeler) V.W.Steinm. 2003
- Euphorbia nodosa Houtt. 1777
- Euphorbia nogalensis  (A.Hässl.) S.Carter 1988
- Euphorbia norfolkiana Boiss. 1862
- Euphorbia normannii Schmalh. ex Lipsky 1891
- Euphorbia notoptera Boiss. 1862
- Euphorbia novorossica Dubovik 1976
- Euphorbia noxia Pax 1894
- Euphorbia nubica N.E.Br. 1911
- Euphorbia nubigena L.C.Leach 1976
  - Euphorbia nubigena thứ nubigena
  - Euphorbia nubigena thứ rutilans L.C.Leach 1976
- Euphorbia nudicaulis  Perr. 1824
- Euphorbia nummularia Hook.f. 1847
- Euphorbia nutans Lag. 1816
- Euphorbia nyassae Pax 1904
- Euphorbia nyikae Pax 1895
  - Euphorbia nyikae thứ neovolkensii (Pax) S.Carter 1987
  - Euphorbia nyikae thứ nyikae

## O
- Euphorbia oatesii Rolfe 1889
- Euphorbia oaxacana B.L.Rob. & Greenm. 1896
- Euphorbia obconica Bojer ex N.E.Br. 1912
- Euphorbia obcordata Balf.f. 1884
- Euphorbia obesa Hook.f. 1903
  - Euphorbia obesa ssp. obesa
  - Euphorbia obesa ssp. symmetrica  (A.C.White, R.A.Dyer & B.Sloane) G.D.Rowley 1998
- Euphorbia oblanceolata Balf.f. 1884
- Euphorbia obliqua F.Bauer ex Endl. 1833
- Euphorbia oblongata  Griseb 1843 - Eggleaf spurge, oblong spurge
- Euphorbia oblongifolia (K.Koch) K.Koch 1849
- Euphorbia obovata Decne. 1834
- Euphorbia obtusata Pursh 1814
- Euphorbia occidentaustralica Radcl.-Sm. & Govaerts 1996
- Euphorbia ocellata Durand & Hilg. 1854
  - Euphorbia ocellata ssp. arenicola (Parisch) Oudejans 1989
  - Euphorbia ocellata ssp. ocellata
  - Euphorbia ocellata ssp. rattanii (S.Watson) Oudejans 1989
- Euphorbia octoradiata H.Lév. & Vaniot ex H.Lév. 1908
- Euphorbia ocymoidea L. 1753
- Euphorbia odontadenia Boiss. 1862
- Euphorbia odontophora S.Carter 1982
- Euphorbia oerstediana  (Klotzsch & Garcke ex Klotzsch) Boiss. 1862 - West Indian spurge
- Euphorbia officinalis Forssk. 1775
- Euphorbia officinarum L. 1753
- Euphorbia ogadenensis P.R.O.Bally & S.Carter 1985
- Euphorbia oidorhiza Pojark. 1951
- Euphorbia oligoclada L.C.Leach 1976
- Euphorbia olowaluana Sherff 1936 ʻAkoko (Island of Hawaiʻi, Maui)
- Euphorbia omariana M.G.Gilbert 1990
- Euphorbia ophthalmica Rers. 1806
- Euphorbia opuntioides Welw. ex Hiern 1900
- Euphorbia orabensis Dinter 1914
- Euphorbia oranensis (Croizat) Subils 1977
- Euphorbia orbiculata Kunth 1817
- Euphorbia orbiculifolia S.Carter 1990
- Euphorbia orbifolia (Alain) Oudejans 1989
- Euphorbia orientalis L. 1753
- Euphorbia origanoides L. 1753
- Euphorbia orizabae Boiss. 1862
- Euphorbia ornithopus Jacq. 1809
- Euphorbia orobanchoides (P.R.O.Bally) Bruyns 2006   (= Monadenium orobanchoides)
  - Euphorbia orobanchoides thứ calycina (P.R.O.Bally) Bruyns 2006   (= Monadenium orobanchoides thứ calycinum)
  - Euphorbia orobanchoides thứ orobanchoides   (= Monadenium orobanchoides thứ orobanchoides)
- Euphorbia orphanidis Boiss. 1859
- Euphorbia orthoclada Baker 1887
  - Euphorbia orthoclada ssp. orthoclada
  - Euphorbia orthoclada ssp. vepretorum  (Drake) Leandri 1962
- Euphorbia oryctis Dinter 1931
- Euphorbia oschtenica Galushko 1973
- Euphorbia osyridae Boiss. 1846
- Euphorbia osyridiformis Parsa 1848
- Euphorbia otjipembana L.C.Leach 1976
- Euphorbia ovalleana Phil. 1895
- Euphorbia ovata (Klotzsch & Garcke ex Klotzsch) Boiss. 1862
- Euphorbia oxycoccoides Boiss. 1860
- Euphorbia oxyodonta Boiss. & Hausskn. ex Boiss. 1866
- Euphorbia oxyphylla Boiss. 1866
- Euphorbia oxystegia Boiss. 1860

## P
- Euphorbia pachyclada S.Carter 1992
- Euphorbia pachypoda Urb. 1924
- Euphorbia pachypodioides Boiteau 1942
- Euphorbia pachyrrhiza Kar. & Kir. 1841
- Euphorbia pachysantha Baill. 1886
- Euphorbia paganorum A.Chev. 1948
- Euphorbia palmeri Engelm. ex S.Watson 1880 - Wood spurge, woodland spurge
- Euphorbia paludicola McVaugh 1961
- Euphorbia palustris L. 1753 - Marsh spurge
- Euphorbia pamirica (Prokh.) Prokh. 1949
- Euphorbia pampeana Speg. 1893
- Euphorbia pancheri Baillon 1861
- Euphorbia panchganiensis Blatt. & McCann ex Blatt. 1931
- Euphorbia pancicii G.Beck 1920
- Euphorbia paniculata Desf. 1798
- Euphorbia panjutinii Grossh. 1950
- Euphorbia pantomalaca Standl. & Steyerm. 1944
- Euphorbia papilionum S.Carter 1992
- Euphorbia papillaris  (Jan ex Boiss.) Raffaelli & Ricceri 1988
- Euphorbia papillosa A.St.-Hil. 1824
  - Euphorbia papillosa thứ erythrorrhiza (Boiss.) Subils 1971
  - Euphorbia papillosa thứ papillosa
- Euphorbia papillosicapsa L.C.Leach 1975
- Euphorbia paradoxa (Schur) Simonk. 1883
- Euphorbia paralias L. 1753 - Sea spurge
- Euphorbia paranensis Dusén 1910
- Euphorbia parciflora Urb. 1919
- Euphorbia parciramulosa Schweinf. 1899
- Euphorbia paredonensis (Millsp.) Oudejans 1989
- Euphorbia parifolia N.E.Br. 1913
- Euphorbia parishii Greene 1886
- Euphorbia parodii Oudejans 1989
- Euphorbia parryi Engelm. 1875
- Euphorbia parva N.E.Br. 1911
- Euphorbia parvicaruncula D.C.Hassall 1977
- Euphorbia parviceps L.C.Leach 1974
- Euphorbia parvicyathophora Rauh 1986
- Euphorbia parviflora L. 1759
- Euphorbia parvula Delile 1813
- Euphorbia patula P.Miller 1768
- Euphorbia patentispina S.Carter 2002
- Euphorbia paucipila Urb. 1908
- Euphorbia pauciradiata Blatt. 1933
- Euphorbia paulianii Ursch & Leandri 1955
- Euphorbia paxiana Dinter 1921
- Euphorbia pedemontana L.C.Leach 1988
- Euphorbia pedersenii Subils 1971
- Euphorbia pediculifera Engelm. 1858
- Euphorbia pedilanthoides Denis 1921
- Euphorbia pedroi Molero & Rovira 1997
- Euphorbia peganoides Boiss. 1860
- Euphorbia peisonis Rech. 1926
- Euphorbia pekinensis Rupr. 1859
  - Euphorbia pekinensis ssp. asoensis Kurosawa & H.Ohashi 1994
  - Euphorbia pekinensis ssp. fauriei Kurosawa & H.Ohashi 1994
  - Euphorbia pekinensis ssp. lasiocaula Boiss. & Oudejans 1992
  - Euphorbia pekinensis ssp. pekinensis
  - Euphorbia pekinensis ssp. pseudolucorum Hurus. & Oudejans 1992
  - Euphorbia pekinensis ssp. sinanensis Hurus. & Oudejans 1992
  - Euphorbia pekinensis ssp. subulatifolius Hurus. & T.B.Lee 1983
  - Euphorbia pekinensis ssp. watanabei Makino & Oudejans 1992
- Euphorbia pellegrinii Leandri 1947
- Euphorbia peltata Roxb. 1832
- Euphorbia peninsularis I.M.Johnst. 1922
- Euphorbia pentadactyla Griseb 1879
- Euphorbia pentagona Haw. 1828
- Euphorbia pentlandii Boiss. 1862
- Euphorbia pentops A.C.White, R.A.Dyer & B.Sloane 1941
- Euphorbia peperomioides Boiss. 1860
- Euphorbia peplidion Engelm. 1858 - Low spurge
- Euphorbia peplis L. 1753 - Purple spurge
- Euphorbia peplus L. 1753 - Petty spurge
- Euphorbia perangusta R.A.Dyer 1938
- Euphorbia perangustifolia S.Carter 1984
- Euphorbia perarmata S.Carter1992
- Euphorbia perbracteata Gage 1914
- Euphorbia perennans (Shinners) Warnock & I.M.Johnst. 1960
- Euphorbia pereskiifolia Baill. 1860   (= Synadenium pereskiifolium)
- Euphorbia perfoliata Scheutz 1888
- Euphorbia pergracilis P.G.Mey. 1966
- Euphorbia peritropoides (Millsp.) V.W.Steinm. 2003 (= Pedilanthus peritropoides)
- Euphorbia perlignea McVaugh 1961
- Euphorbia perpera N.E.Br. 1915
- Euphorbia perplexa L.C.Leach 1992
  - Euphorbia perplexa thứ kasamana L.C.Leach 1992
  - Euphorbia perplexa thứ perplexa
- Euphorbia perrieri Drake 1899
  - Euphorbia perrieri thứ elongata Denis 1921
  - Euphorbia perrieri thứ perrieri
- Euphorbia persistentifolia L.C.Leach 1965
- Euphorbia personata Croizat & V.W.Steinm. 2003   (= Pedilanthus personatus)
- Euphorbia peruviana L.C.Wheeler 1939
- Euphorbia pervilleana Baillon 1861
- Euphorbia pestalozzae Boiss. 1853
- Euphorbia petala Ewart & L.R.Kerr 1926
- Euphorbia pervittata S.Carter 2000
- Euphorbia petiolaris Sims 1805   - Manchineel berry
- Euphorbia petiolata Banks & Sol. 1794
- Euphorbia petitiana A.Rich. 1850
- Euphorbia petraea S.Carter 1982
- Euphorbia petricola P.R.O.Bally & S.Carter 1982
- Euphorbia petrina S.Watson 1888
- Euphorbia petrophila C.A.Mey. 1850
- Euphorbia pettersonii Svent. 1949
- Euphorbia pfeilii Pax 1897
- Euphorbia philippiana (Klotzsch & Garcke ex Klotzsch) Boiss. 1862
- Euphorbia phillipsiae N.E.Br. 1903
- Euphorbia phillipsioides S.Carter 1992
- Euphorbia phosphorea Mart. 1828
- Euphorbia phylloclada Boiss. 1862
- Euphorbia phymatosperma Boiss. & Gaill. ex Boiss. 1859
  - Euphorbia phymatosperma ssp. cernua (Coss. & Durieu) Vindt 1953
  - Euphorbia phymatosperma ssp. phymatosperma
- Euphorbia physalifolia Boiss. 1860
- Euphorbia phosocaulos Mouterde 1953
- Euphorbia physoclada Boiss. 1860
- Euphorbia picachensis Brandegee 1915
- Euphorbia pillansii N.E.Br. 1913
  - Euphorbia pillansii thứ albovirens A.C.White, R.A.Dyer & B.Sloane 1941
  - Euphorbia pillansii thứ pillansii
  - Euphorbia pillansii thứ ramosissima A.C.White, R.A.Dyer & B.Sloane 1941
- Euphorbia pilosa L. 1753
  - Euphorbia pilosa ssp. ojensis Stepanov 1994
  - Euphorbia pilosa ssp. pilosa
- Euphorbia pilosissima S.Carter 1984
- Euphorbia pinariona Urb. 1930
- Euphorbia pinetorum (Small) G.L.Webster 1913 - Pineland spurge
- Euphorbia pinkavana I.M.Johnst. 1975
- Euphorbia pionosperma V.W.Steinm. & Felger 1997
- Euphorbia pirottae A.Terracc. 1894
- Euphorbia piscatoria Ait. 1789
- Euphorbia piscidermis M.G.Gilbert 1974
- Euphorbia piscida Hub.-Mor. & M.S.Khan ex M.S.Khan 1964
- Euphorbia pitcairnensis N.E.Br. 1935
- Euphorbia pithyusa L. 1953
  - Euphorbia pithyusa ssp. cupanii (Guss. ex Bertol.) Radcl.-Sm. 1968
  - Euphorbia pithyusa ssp. dianthifolia (Lojac.) Oudejans 1992
  - Euphorbia pithyusa ssp. pithyusa
- Euphorbia plagiantha Drake 1903   - Fish skin euphorb
- Euphorbia planiceps A.C.White, R.A.Dyer & B.Sloane 1941
- Euphorbia planiticola D.C.Hassall 1977
- Euphorbia platycephala Pax 1894
- Euphorbia platyclada Rauh 1970
  - Euphorbia platyclada thứ hardyi Rauh 1970
  - Euphorbia platyclada thứ platyclada
- Euphorbia platyphyllos L. 1753 - Broad-leaved spurge
- Euphorbia platypoda Pax 1912
- Euphorbia platyrrhiza L.C.Leach 1976
- Euphorbia platysperma Engelm. ex S.Watson 1880
- Euphorbia plebeia Boiss. 1846
- Euphorbia plenispina S.Carter 1999
- Euphorbia plicata S.Watson 1886
- Euphorbia plumerioides Teijsm. ex Hassk. 1858
- Euphorbia plummeriae S.Watson 1883
- Euphorbia podadenia Boiss. 1862
- Euphorbia podocarpifolia Urb. 1924
- Euphorbia poecilophylla (Prokh.) Prokh. 1949
- Euphorbia poeppigii (Klotzsch & Garcke ex Klotzsch) Boiss. 1862
- Euphorbia poissonii Pax 1902
- Euphorbia polyacantha Boiss. 1860
- Euphorbia polyantha Pax 1909
- Euphorbia polycarpa Benth. 1844
- Euphorbia polycephala Marloth 1931
- Euphorbia polychroma Anton Josef Kerner 1875 - Cushion spurge; Cushion euphorbia (see also Euphorbia epithymoides)
- Euphorbia polycnemoides Hochst. ex Boiss. 1862
- Euphorbia polygalifolia Boiss. & Reut. ex Boiss. 1860
- Euphorbia polygona Haw. 1803
- Euphorbia polygonifolia L. 1753
- Euphorbia polyphylla Engelm. ex Holz. 1892 - Lesser Florida spurge
- Euphorbia polytimetica (Prokh.) Prokh. 1949
- Euphorbia ponderosa S.Carter 1992
- Euphorbia pondii Millsp. 1890
- Euphorbia popayanensis Prokh. 1899
- Euphorbia porphyrantha Phil. 1895
- Euphorbia porphyrastra Hand.-Mazz. 1925
- Euphorbia porteriana (Small) Oudejans 1989
  - Euphorbia porteriana thứ keyensis (Small) Oudejans 1989
  - Euphorbia porteriana thứ porteriana
  - Euphorbia porteriana thứ scoparia (Small) Oudejans 1989
- Euphorbia portlandica L. 1753 - Portland spurge
- Euphorbia portucasadiana (Croizat) Subils 1977
- Euphorbia portulacoides L. 1826
  - Euphorbia portulacoides ssp. collina  (Phil.) Croizat 1943
  - Euphorbia portulacoides ssp. major  (Müll.Arg.) Croizat 1943
  - Euphorbia portulacoides ssp. portulacoides
- Euphorbia postii Boiss. 1879
- Euphorbia potanii Prokh. 1927
- Euphorbia potentilloides Boiss. 1860
- Euphorbia potosina Fernald 1901
- Euphorbia prieuriana Baillon 1860
- Euphorbia primulifolia Baker 1881
  - Euphorbia primulifolia thứ begardii Cremers 1984
  - Euphorbia primulifolia thứ primulifolia
- Euphorbia proballyana L.C.Leach 1968
  - Euphorbia proballyana thứ multangula S.Carter 2000
  - Euphorbia proballyana thứ proballyana
- Euphorbia proctorii (D.G.Burch) Correll 1980
- Euphorbia prolifera Buch.-Ham. ex D.Don 1825
- Euphorbia promeocarpa P.H.Davis 1947
- Euphorbia prona S.Carter 1992
- Euphorbia propingua N.E.Br. 1911
- Euphorbia prostrata Ait. 1789
  - Euphorbia prostrata ssp. caudirhiza Fosberg 1992
  - Euphorbia prostrata ssp. prostrata
- Euphorbia przewalskii Prokh. 1927
- Euphorbia psammophila Ule 1908
- Euphorbia pseudagraria P.A.Smirn. 1940
- Euphorbia pseudoapios Maire & Weiller 1939
- Euphorbia pseudoburuana P.R.O.Bally & S.Carter 1982
- Euphorbia pseudocactus A.Berger 1906
- Euphorbia pseudodendroides H.Lindb. 1932
- Euphorbia pseudoduseimata R.A.Dyer 1941
- Euphorbia pseudofalcata Chiov. 1951
- Euphorbia pseudofulva Miranda 1950
- Euphorbia pseudoglareosa Klokov 1955
- Euphorbia pseudoglobosa Marloth 1936
- Euphorbia pseudograntii Pax 1901
- "Euphorbia pseudograntii" Bruyns 2006 (non Pax: preoccupied)   (= Synadenium grantii)
- Euphorbia pseudohirsuta Bruyns 2006   (= Monadenium hirsutum)
- Euphorbia pseudohypogaea Dinter 1921
- Euphorbia pseudolaevis Bruyns 2006   (= Monadenium laeve)
- Euphorbia pseudolucida Schur 1852
- Euphorbia pseudomollis Bruyns 2006   (= Synadenium molle)
- Euphorbia pseudonervosa Bruyns 2006   (= Monadenium nervosum)
- Euphorbia pseudonudicaulis Bruyns 2006   (= Monadenium nudicaule)
- Euphorbia pseudopetiolata Bruyns 2006   (= Monadenium petiolatum)
- Euphorbia pseudoracemosa (P.R.O.Bally) Bruyns 2006   (= Monadenium pseudoracemosum)
  - Euphorbia pseudoracemosa thứ lorifolia (P.R.O.Bally) Bruyns 2006   (= Monadenium pseudoracemosum thứ lorifolium)
  - Euphorbia pseudoracemosa thứ pseudoracemosa   (= Monadenium pseudoracemosum thứ pseudoracemosum)
- Euphorbia pseudosikkimensis (Hurus. & Tanaka) Radcl.-Sm. 1981
- Euphorbia pseudosimplex Bruyns 2006   (= Monadenium simplex)
- Euphorbia pseudostellata Bruyns 2006   (= Monadenium stellatum)
- Euphorbia pseudotrinervis Bruyns 2006   (= Monadenium trinerve)
- Euphorbia pseudotuberosa Pax 1908
- Euphorbia pseudovolkensii Bruyns 2006   (= Synadenium volkensii)
- Euphorbia pteroclada L.C.Leach 1976
- Euphorbia pterococca Brot. 1805
- Euphorbia pteroneura A.Berger 1906
- Euphorbia pubentissima Michx. 1803 - False flowering spurge
- Euphorbia puberula Fernald 1901
- Euphorbia pubicaulis S.Moore 1926
- Euphorbia pubiglans N.E.Br. 1915
- Euphorbia pudibunda (P.R.O.Bally) Bruyns 2006   (= Monadenium pudibundum)
- Euphorbia pudibunda thứ lanata (S.Carter) Bruyns 2006   (= Monadenium pudibundum thứ lanatum)
- Euphorbia pudibunda thứ rotundifolia (Malaysse & Lecron) Bruyns 2006   (= Monadenium pudibundum thứ rotundifolium)
- Euphorbia pudibunda thứ pudibunda   (= Monadenium pudibundum thứ pudibundum)
- Euphorbia pueblensis Brandegee 1917
- Euphorbia pugniformis Boiss. 1862
- Euphorbia pulcherrima Willd. ex Klotzsch 1834   - Poinsettia
- Euphorbia pulvinata Marloth 1909   - Pincushion euphorbia
- Euphorbia pumicicola Huft 1985
- Euphorbia punctata Delile 1813
- Euphorbia punctulata Andersson 1854
- Euphorbia punicea Sw. 1788
- Euphorbia purpurea (Raf.) Fernald 1932 - Darlington's glade spurge
- Euphorbia pusilla Lag. 1816
- Euphorbia pycnostegia Boiss. 1860
- Euphorbia pygmaea Ledeb. 1850
- Euphorbia pyrenaica Jord. 1846
- Euphorbia pyrifolia Lam. 1788
  - Euphorbia pyrifolia thứ coriacea Radcl.-Sm. 1984
  - Euphorbia pyrifolia thứ pyrifolia

## Q
- Euphorbia qarad Deflers 1896
- Euphorbia quadrangularis Pax 1980
- Euphorbia quadrata Nel 1935
- Euphorbia quadrialata Pax 1903
- Euphorbia quadrilatera L.C.Leach 1980
- Euphorbia quadrispina S.Carter 1982
- Euphorbia quaitensis S.Carter 1988
- Euphorbia quartziticola Leandri 1960
- Euphorbia quinquecostata Volkens 1899
- Euphorbia quintasii Jord. 1892
- Euphorbia quitensis Boiss. 1862

## R
- Euphorbia radians Benth. 1839   - Sun spurge
  - Euphorbia radians thứ radians
  - Euphorbia radians thứ stormiae  (Croizat) Rzed. & S.Calderón 1988
- Euphorbia radiifera L.C.Leach 1975
- Euphorbia radioloides Boiss. 1862
- Euphorbia ramiglans N.E.Br. 1915
- Euphorbia ramofraga Denis & Humbert ex Leandri 1952
- Euphorbia ramosa Seaton 1893
- Euphorbia ramulosa L.C.Leach 1966
- Euphorbia randrianjohanyi Haev. & Labat 2004
- Euphorbia rangovalensis Leandri 1945
- Euphorbia raphanorrhiza (Millsp.) J.F.Macbr. 1951
- Euphorbia raphilippii Oudejans 1989
- Euphorbia rapulum Kar. & Kir. 1842
- Euphorbia rauhii Haev. & Labat 2004
- Euphorbia razafindratsirae Lavranos 2002
- Euphorbia razafinjohanyi Ursch & Leandri 1955
- Euphorbia reboudiana Coss. ex Batt. & Trab. 1890
- Euphorbia reclinata P.R.O.Bally & S.Carter 1985
- Euphorbia reconciliationis Radcl.-Sm. 1978
- Euphorbia rectirama N.E.Br. 1915
- Euphorbia recurva Hook.f. 1847
- Euphorbia refugii Croizat 1946
- Euphorbia reghinii (Chiov.) Vollesen 1985
- Euphorbia regisjubae Webb & Berthel. 1846
- Euphorbia reineckei Pax ex Reinecke 1898
- Euphorbia reinhardtii Volkens 1899
- Euphorbia remyi A.Gray ex Boiss. 1866
- Euphorbia reniformis Blume 1826
- Euphorbia renneyi (S.Carter) Bruyns 2006   (= Monadenium renneyi)
- Euphorbia repanda (Haw.) Sweet 1818
- Euphorbia repens K.Koch 1849
- Euphorbia repetita Hochst. ex A.Rich. 1850
- Euphorbia reptans P.R.O.Bally & S.Carter 1977
- Euphorbia resinifera Berg 1863   - Resin spurge
- Euphorbia restiacea Benth. 1846
- Euphorbia restituta N.E.Br. 1915
- Euphorbia restricta R.A.Dyer 1951
- Euphorbia retusa Forssk. 1775
- Euphorbia retrospina Rauh & Gérold 2000
- Euphorbia reuteriana Boiss. 1853
- Euphorbia revoluta Engelm. 1858
- Euphorbia rhabdodes Boiss. 1860
- Euphorbia rhabdotosperma Radcl.-Sm. 1975
- Euphorbia rhizophora (P.R.O.Bally) Bruyns 2006   (= Monadenium rhizophorum)
- Euphorbia rhombifolia Boiss. 1860
- Euphorbia rhytidosperma Boiss. & Balansa ex Boiss. 1859
- Euphorbia rhytisperma (Klotzsch & Garcke) Engelm. ex Boiss. 1862
- Euphorbia richardsiae L.C.Leach 1977
  - Euphorbia richardsiae ssp. richardsiae
  - Euphorbia richardsiae ssp. robusta L.C.Leach 1977
- Euphorbia riebeckii Pax 1899
- Euphorbia rigida M.Bieb. 1808
- Euphorbia rimarum Coss. & Balansa ex Coss. 1873
- Euphorbia ritchiei (P.R.O.Bally) Bruyns 2006   (= Monadenium ritchiei)
  - Euphorbia ritchiei ssp. marsabitensis (S.Carter) Bruyns 2006   (= Monadenium ritchiei ssp. marsabitense)
  - Euphorbia ritchiei ssp. nyambensis (S.Carter) Bruyns 2006   (= Monadenium ritchiei ssp. nyambense)
  - Euphorbia ritchiei ssp. ritchiei   (= Monadenium ritchiei ssp. ritchiei)
- Euphorbia rivae Pax 1897
- Euphorbia robecchii Pax 1897
- Euphorbia robivelonae Rauh 1994
- Euphorbia rochaensis (Croizat) Alonso Paz & Marchesi[cần định hướng] 1988
- Euphorbia rockii C.N.Forbes 1909
- Euphorbia rockii thứ rockii C.N.Forbes 1909
  - Euphorbia rockii thứ grandiflora (Hillebrand) Oudejans 1989
  - Euphorbia rockii thứ rockii
- Euphorbia roemeriana Scheele 1849 - Roemer's spurge

## S
- Euphorbia stellispina  (Haw.)
  - Euphorbia stellispina thứ stellispina
- Euphorbia stenocaulis Bruyns
- Euphorbia stenoclada Baillon
  - Euphorbia stenoclada ssp. ambatofinandranae  (Leandri) Cremers
  - Euphorbia stenoclada ssp. stenoclada
- Euphorbia stenophylla (Klotzsch & Garcke ex Klotzsch) Boiss.
- Euphorbia stevenii F.M.Bailey
- Euphorbia steyermarkii Standl. ex Standl. & Steyerm.
- Euphorbia strictospora Engelm.
- Euphorbia stoddartii Frosberg
- Euphorbia stolonifera Marloth ex A.C.White, R.A.Dyer & B.Sloane
- Euphorbia stracheyi Boiss.
- Euphorbia strangulata N.E.Br.
  - Euphorbia strangulata ssp. deminuens L.C.Leach
  - Euphorbia strangulata ssp. strangulata
- Euphorbia striata Thunb.
- Euphorbia stricta L.
- Euphorbia strictior Holz. – Panhandle Spurge
- Euphorbia strigosa Hook. & Arn.
- Euphorbia stygiana H.C.Watson
  - Euphorbia stygiana ssp. santamariae H.Schäf.
  - Euphorbia stygiana ssp. stygiana
- Euphorbia subcordata C.A.Mey. ex Ledeb.
- Euphorbia subhastifolia Klokov ex Dubovik & Klokov
- Euphorbia submammillaris  (A.Berger) A.Berger
- Euphorbia subpeltata S.Watson
- Euphorbia subpeltatophylla Rauh
- Euphorbia subreniformis S.Watson
- Euphorbia subsalsa Hiern
  - Euphorbia subsalsa ssp. fluvialis L.C.Leach
  - Euphorbia subsalsa ssp. subsalsa
- Euphorbia subscandens P.R.O.Bally & S.Carter
- Euphorbia subterminalis N.E.Br.
- Euphorbia subtrifoliata Rusby
- Euphorbia subulatifolia Hurus.
- Euphorbia succedanea L.C.Wheeler
- Euphorbia sudanica A.Chev.
- Euphorbia suffulta P.Bruyns
- Euphorbia sulcata De Lens ex Loisel.
  - Euphorbia sulcata ssp. maroccana Molero, Rovira & J.Vicens.
  - Euphorbia sulcata ssp. sulcata
- Euphorbia sultan-hassei Strid, B.Bentzer, R.von Bothmer, L.Engstrand & M.Gustafsson
- Euphorbia sumati S.Carter
- Euphorbia sumbawensis Boiss.
- Euphorbia superans Nel
- Euphorbia suppressa Marx
- Euphorbia surinamensis Lanj.
- Euphorbia susanholmesiae Binojk. & Gopalan
- Euphorbia susannae Marloth   – Suzanne's Spurge
- Euphorbia suzannaemarnierae Rauh & Pétignat
- Euphorbia synadenium Ridl.
- Euphorbia syncalycina Bruyns   (= Synadenium calycinum)
- Euphorbia syncameronii Bruyns   (= Synadenium cameronii)
- Euphorbia systyla Edgew.
- Euphorbia systyloides Pax
  - Euphorbia systyloides ssp. porcaticapsa S.Carter
  - Euphorbia systyloides ssp. systyloides
- Euphorbia szechuanica Pax & K.Hoffmann
- Euphorbia szovitsii Fisch. & C.A.Mey.

## T
- Euphorbia taboraensis A.Hässl. 1931
- Euphorbia tacnensis Phil. 1891
- Euphorbia taihsiensis (Chaw & Koutnik) Oudejans 1990
- Euphorbia taitensis Boiss. 1860
- Euphorbia taiwaniana S.S.Ying 1987
- Euphorbia talaina Radcl.-Sm. 1986
- Euphorbia talastavica (Prokh.) Prokh. 1949
- Euphorbia taluticola Wiggins 1965
- Euphorbia tamanduana Boiss. 1860
- Euphorbia tamaulipasana (Millsp.) Oudejans 1989
- Euphorbia tanaensis
- Euphorbia tanaitica Paczoski 1891
- Euphorbia tannensis Spreng. 1807
  - Euphorbia tannensis ssp. eremophila (A.Cunn.) D.C.Hassall 1977
  - Euphorbia tannensis ssp. tannensis
- Euphorbia tanquahuete Sessé & Moc. 1894
- Euphorbia tarapacana Phil. 1891
- Euphorbia tardieuana
- Euphorbia tarokoensis Hayata 1918
- Euphorbia taruensis S.Carter 1987
- Euphorbia tashiroi Hayata 1920
- Euphorbia tauricola Prokh. 1949
- Euphorbia taurinensis All. 1785
  - Euphorbia taurinensis thứ brachyceras (P.Candargy) Oudejans 1992
  - Euphorbia taurinensis thứ isophylla (K.Malý) Oudejans 1992
  - Euphorbia taurinensis thứ taurinensis
- Euphorbia taxifolia Burm.f. 1768
- Euphorbia tchenngoi (Soják) Radcl.-Sm. 1981
- Euphorbia teheranica Boiss. 1860
- Euphorbia tehuacana (Millsp.) & V.W.Steinm. 2003 (= Pedilanthus tehuacanus)
- Euphorbia teixeirae L.C.Leach 1974
- Euphorbia teke Pax 1938
- Euphorbia telephioides Chapm. 1860 – Telephus Spurge
- Euphorbia tenax W.J.Burchell 1822
- Euphorbia tenera S.Watson 1883
- Euphorbia tenuirama Schweinf. ex A.Berger 1906
- Euphorbia tenuispinosa Gilli 1974
  - Euphorbia tenuispinosa thứ robusta P.R.O.Bally & S.Carter 1987
  - Euphorbia tenuispinosa thứ tenuispinosa
- Euphorbia terracina L. 1762 – Geraldton Carnation Weed
  - Euphorbia terracina thứ alexandrina (Delile) Z.El-Karemy 1994
  - Euphorbia terracina thứ terracina
- Euphorbia tescorum S.Carter 1982
- Euphorbia teskensuensis A.O.Orazova 1983
- Euphorbia tessmannii Mansf. 1929
- Euphorbia tetracantha Rendle 1896
- Euphorbia tetracanthoides Pax 1901
- Euphorbia tetragona Haw. 1827
- Euphorbia tetrapora Engelm. 1858 – Weak Spurge
- Euphorbia tetraptera
- Euphorbia tettensis Klotzsch 1861
- Euphorbia tetuanensis Pau 1929
- Euphorbia texana Boiss. 1860 – Texas Spurge
- Euphorbia therica L.C.Wheeler 1941
- Euphorbia thinophila Phil. 1873
- Euphorbia tholicola L.C.Leach 1992
- Euphorbia thompsonii Holmboe 1914
- Euphorbia thomsoniana Boiss. 1862
- Euphorbia thouarsiana
- Euphorbia thulinii
- Euphorbia thymifolia L. 1753 (= Chamaesyce thymifolia)
- Euphorbia thyrsoidea Boiss. 1862
- Euphorbia tianshanica Prokh. & Popov 1938
- Euphorbia tibetica Boiss. 1862
- Euphorbia tinianensis Hosok. 1935
- Euphorbia tirucalli – Indian Tree Spurge, Milk Bush, Pencil Tree
- Euphorbia tisserantii A.Chev. R.Sillans ex A.Chev. 1953
- Euphorbia tithymaloides L. 1753 (= Pedilanthus tithymaloides) – "Devil's Backbone", "Redbird cactus", cimora misha (Peru)  : cây thuốc giấu, hồng tước san hô, dương san hô
  - Euphorbia tithymaloides ssp. angustifolia (Poit.) V.W.Steinm. 2003 (= Pedilanthus tithymaloides ssp. angustifolius)
  - Euphorbia tithymaloides ssp. bahamensis (Millsp.) V.W.Steinm. 2003 (= Pedilanthus tithymaloides ssp. bahamensis)
  - Euphorbia tithymaloides ssp. jamaicensis (Millsp. & Britton) V.W.Steinm. 2003 (= Pedilanthus tithymaloides ssp. jamaicensis)
  - Euphorbia tithymaloides ssp. padifolia (L.) V.W.Steinm. 2003 (= Pedilanthus tithymaloides ssp. padifolius)
  - Euphorbia tithymaloides ssp. parasitica (Klotzsch. & Garcke) V.W.Steinm. 2003 (= Pedilanthus tithymaloides ssp. parasiticus)
  - Euphorbia tithymaloides ssp. retusa (Benth.) V.W.Steinm. 2003 (= Pedilanthus tithymaloides ssp. retusus)
  - Euphorbia tithymaloides ssp. smallii (Millsp.) V.W.Steinm. 2003 (= Pedilanthus tithymaloides ssp. smallii)
  - Euphorbia tithymaloides ssp. tithymaloides (= Pedilanthus tithymaloides ssp. tithymaloides)
- Euphorbia tlapanensis Hargreaves 1995
- Euphorbia togakusensis Hayata 1904
- Euphorbia tomentella Engelm. ex Boiss. 1862
- Euphorbia tomentulosa S.Watson 1887
- Euphorbia torralbasii Urb. 1899
- Euphorbia torrei (L.C.Leach) Bruyns 2006 (= Monadenium torrei)
- Euphorbia torta Pax & K.Hoffmann 1910
- Euphorbia tortilis Rottler ex W.Ainslie 1826
- Euphorbia tortirama R.A.Dyer 1937
- Euphorbia tortistyla N.E.Br. 1911
- Euphorbia tozzii Chiov. 1932
- Euphorbia trachysperma Engelm. 1858
- Euphorbia trancapatae (Croizat) J.F.Macbr. 1951
- Euphorbia transoxana (Prokh.) Prokh. 1949
- Euphorbia transtagana Boiss. 1859
- Euphorbia transvaalensis Schltr. 1896
- Euphorbia tranzschelii (Prokh.) Prokh. 1949
- Euphorbia triangolensis Bruyns 2006 (= Synadenium angolense)
- Euphorbia triaculeata Forssk. 1775
- Euphorbia trialata (Huft) V.W.Steinm. 2002
- Euphorbia triangularis Desf. ex A.Berger 1906
- Euphorbia trichadenia Pax 1894
  - Euphorbia trichadenia thứ gibbsiae N.E.Br. 1911
  - Euphorbia trichadenia thứ trichadenia
- Euphorbia trichiocyma S.Carter 1985
- Euphorbia trichocardia L.B.Sm. 1936
- Euphorbia trichophylla
- Euphorbia trichotoma Kunth 1817 – Sanddune Spurge
- Euphorbia tricolor Greenm. 1898
- Euphorbia tridentata Lam. 1788
- Euphorbia triflora Schott, Nyman & Kotschy 1854
- Euphorbia trigona Mill. 1768 – African Milk Tree
- Euphorbia triloba Sessé & Moc. 1888
- Euphorbia trinervia Schumach. 1827
- Euphorbia triodonta (Prokh.) Prokh. 1949
- Euphorbia tripartita S.Carter 1992
- Euphorbia triphylla (Klotzsch & Garcke ex Klotzsch) Oudejans 1989
- Euphorbia troyana Urb. 1908
- Euphorbia tshuiensis (Prokh.) Sergievsk. ex Krylov 1934
- Euphorbia tsimbazazae Leandri 1946
- Euphorbia tuberculata Jacq. 1797
  - Euphorbia tuberculata thứ macowanii A.C.White, R.A.Dyer & B.Sloane 1941
  - Euphorbia tuberculata thứ tuberculata
- Euphorbia tuberculatoides N.E.Br. 1915
- Euphorbia tuberifera N.E.Br. 1911
- Euphorbia tuberosa L. 1753
- Euphorbia tubiglans Marloth ex. R.A.Dyer 1934
- Euphorbia tuckeyana Steud. ex P.B.Webb 1849
- Euphorbia tuerckheimii Urb. 1912
- Euphorbia tugelensis N.E.Br. 1915
- Euphorbia tulearensis
- Euphorbia tumbaensis De Wild. 1908

## U
- Euphorbia ugandensis Pax & K.Hoffmann ex Pax 1910
- Euphorbia uhligiana Pax 1909
- Euphorbia uliginosa Welw. ex Boiss. 1862;
- Euphorbia umbellulata Engelm. ex Boiss. 1862
- Euphorbia umbonata S.Carter 1992
- Euphorbia umbraculiformis Rauh 1994
- Euphorbia umbrosa Bert. ex Spreng. 1826
- Euphorbia umfoloziensis R.G.Peckover 1991
- Euphorbia undulata M.Bieb. 1812
- Euphorbia undulatifolia Janse 1953
- Euphorbia unicornis R.A.Dyer 1951
- Euphorbia uniglandulosa S.Watson 1887
- Euphorbia uniglans M.G.Gilbert 1990
- Euphorbia unispina N.E.Br. 1911
- Euphorbia uralensis Fisch. ex Link 1822
- Euphorbia urbanii (Millsp.) Oudejans 1989
- Euphorbia urceolophora Parodi 1881
- Euphorbia usambarica Pax 1894
  - Euphorbia usambarica ssp. elliptica Pax 1895
  - Euphorbia usambarica ssp. usambarica
- Euphorbia uzmuk S.Carter & J.R.I.Wood 1982

## V
- Euphorbia vaalputsiana L.C.Leach
- Euphorbia vachellii Hook. & Arn.
- Euphorbia vaginulata Griseb
- Euphorbia vajravelui Binojk. & N.P.Balakr.
- Euphorbia valerianifolia Lam.
- Euphorbia valerii Standl.
- Euphorbia vallaris L.C.Leach/small>

## W
- Euphorbia wakefieldii N.E.Br. 1912
- Euphorbia waldsteinii (Soják) Radcl.-Sm. 1981
  - Euphorbia waldsteinii thứ jaxartica (Prokh.) Oudejans 1989
  - Euphorbia waldsteinii thứ orientalis (Boiss.) Oudejans 1990
  - Euphorbia waldsteinii thứ saratoi (Ardoino) Oudejans 1992
  - Euphorbia waldsteinii thứ waldsteinii
- Euphorbia wallichii Hook.f. 1887
- Euphorbia wangii Oudejans 1989
- Euphorbia waringiae Rauh & R.Gerold 1998
- Euphorbia waterbergensis R.A.Dyer 1951
- Euphorbia weberbaueri R.Mansfeld 1931
- Euphorbia wellbyi N.E.Br. 1911
- Euphorbia wellbyi thứ wellbyi
- Euphorbia wellbyi thứ glabra S.Carter 1985
- Euphorbia welwitschii Boiss. & Reut. 1852
- Euphorbia wheeleri Baillon 1866
- Euphorbia whellanii L.C.Leach 1967
- Euphorbia whyteana Baker f. 1894
- Euphorbia wildii L.C.Leach 1975
- Euphorbia williamsonii L.C.Leach 1969
- Euphorbia wilmaniae Marloth 1931
- Euphorbia wilsonii (Millsp.) Correll 1980
- Euphorbia wittmannii Boiss. 1860
- Euphorbia woodii N.E.Br. 1915
- Euphorbia wootonii Oudejans 1989
- Euphorbia woronowii Grossh. 1916
- Euphorbia wrightii Torr. & A.Gray 1857   - Wright's spurge

## X
- Euphorbia xalapensis Kunth 1817
- Euphorbia xanti Engelm. ex Boiss. 1862
- Euphorbia xbacensis Millsp. 1898
- Euphorbia xeropoda Brandegee 1917
- Euphorbia xylacantha Pax 1904
- Euphorbia xylopoda Greenm. 1898

## Y
- Euphorbia yamashitae Kitam. 1958
- Euphorbia yajinensis W.T.Wang 1988
- Euphorbia yaroslavii P.P.Poljakov 1961
- Euphorbia yattana (P.R.O.Bally) Bruyns 2006   (= Monadenium yattanum)
- Euphorbia yayalesia Urb. 1930
- Euphorbia yemenica Boiss. 1860
- Euphorbia yinshanica S.Q.Zhou 1989
- Euphorbia yucatanensis (Millsp.) Standl. 1930

## Z
- Euphorbia zakamenae Leandri 1945
- Euphorbia zambesiana Benth. 1880
  - Euphorbia zambesiana thứ benguelensis (Pax) N.E.Br. 1911
  - Euphorbia zambesiana thứ zambesiana
- Euphorbia zeylana N.E.Br. 1913
- Euphorbia zierioides Boiss. 1862
- Euphorbia zornioides Boiss. 1862
- Euphorbia zoutpansbergensis R.A.Dyer 1938